# Milão
Milão (em italiano:  Milano; em milanês: Milan) é uma comuna italiana, capital da região da Lombardia, província de Milão, com cerca de 1 404 239 habitantes. A área urbana de Milão é a quinta maior da União Europeia, com uma população estimada em 4 300 000 habitantes. A Região metropolitana de Milão é a maior e mais populosa da Itália, com uma população estimada em 7 400 000 habitantes de acordo com as estimativas da OCDE. Em termos europeus, a área metropolitana de Milão cobre uma área territorial equivalente à de Paris com uma população de mais de sete milhões de habitantes. Esta área encontra-se com os critérios das áreas estatísticas combinadas (CSAs) dos Estados Unidos. Pela população, Milão é a segunda maior cidade italiana e a terceira maior área metropolitana da União Europeia. Seus habitantes são referidos como "milanesi" ("milaneses" em italiano), ou, informalmente, como meneghini ou ambrosiani.
A cidade foi fundada sob o nome de Mediolano pelos ínsubres, um povo celta. Posteriormente, foi capturada pelos romanos em 222 a.C., tornando-se assim muito bem sucedida sob o controle de Roma. De 286 a 402, foi a capital administrativa do Império Romano Ocidental. Séculos mais tarde, Milão foi governada por Visconti, Sforza, os espanhóis em 1500 e os austríacos em 1700. Em 1796, Milão foi conquistada por Napoleão I, que fez dela a capital do seu Reino de Itália em 1805. Durante o período romântico, Milão foi um importante centro cultural na Europa, atraindo vários artistas, compositores e importantes figuras literárias. Mais tarde, durante a Segunda Guerra Mundial, a cidade foi gravemente afetada pelos bombardeios dos Aliados, e após a ocupação alemã em 1943, Milão tornou-se o principal centro da resistência italiana. Apesar disso, Milão viu um pós-guerra, o crescimento econômico, atraindo milhares de imigrantes do sul da Itália e do exterior.
Uma cidade internacional e cosmopolita, 13,9% da população de Milão é de origem estrangeira. A cidade continua sendo um dos principais centros transportacionais e industriais da Europa e é um dos mais importantes centros da União Europeia para negócios e finanças, com a sua economia sendo uma das mais ricas do mundo, tendo um PIB de US$ 115 bilhões. A área metropolitana de Milão tem o PIB mais elevado da Europa: US$ 241,2 bilhões (estimativas de 2004). Milão também tem um dos maiores PIBs da Itália (per capita), cerca de 35 137 euros, que representa 161,6% da média do PIB per capita da União Europeia. Além disso, Milão é a 11ª cidade mais cara do mundo para funcionários expatriados. A cidade também tem sido classificada como sendo uma das mais poderosas e influentes do mundo.
Milão é conhecida mundialmente como a capital do design, com maior influência global no comércio, na indústria, música, desporto, literatura, arte e mídia, tornando-se uma das cidades principais do mundo. A metrópole é especialmente famosa por suas casas e lojas de moda (como a Via Montenapoleone) e a Galleria Vittorio Emanuele na Piazza Duomo (o shopping center mais antigo do mundo). A cidade tem um rico patrimônio cultural e possui uma culinária riquíssima em pratos variados (é o lar de numerosos pratos famosos, como o bolo de Natal e o Panetone). A cidade tem um musical particularmente famoso, principalmente operística, por tradição, é a casa de vários compositores importantes (como Giuseppe Verdi) e teatros (como o Teatro alla Scala). Milão é também conhecida por conter vários museus importantes, universidades, academias, palácios, igrejas e bibliotecas (tais como a Academia de Brera e o Castello Sforzesco) e dois clubes de futebol mundialmente conhecidos: Associazione Calcio Milan e Football Club Internazionale Milano. Isso faz de Milão um dos mais populares destinos turísticos da Europa, com mais de 1,914 milhão de turistas estrangeiros na cidade em 2008. A cidade sediou a Exposição Universal de 1906 e foi a sede da Exposição Universal de 2015.

## História

### Época dos celtas e romanos

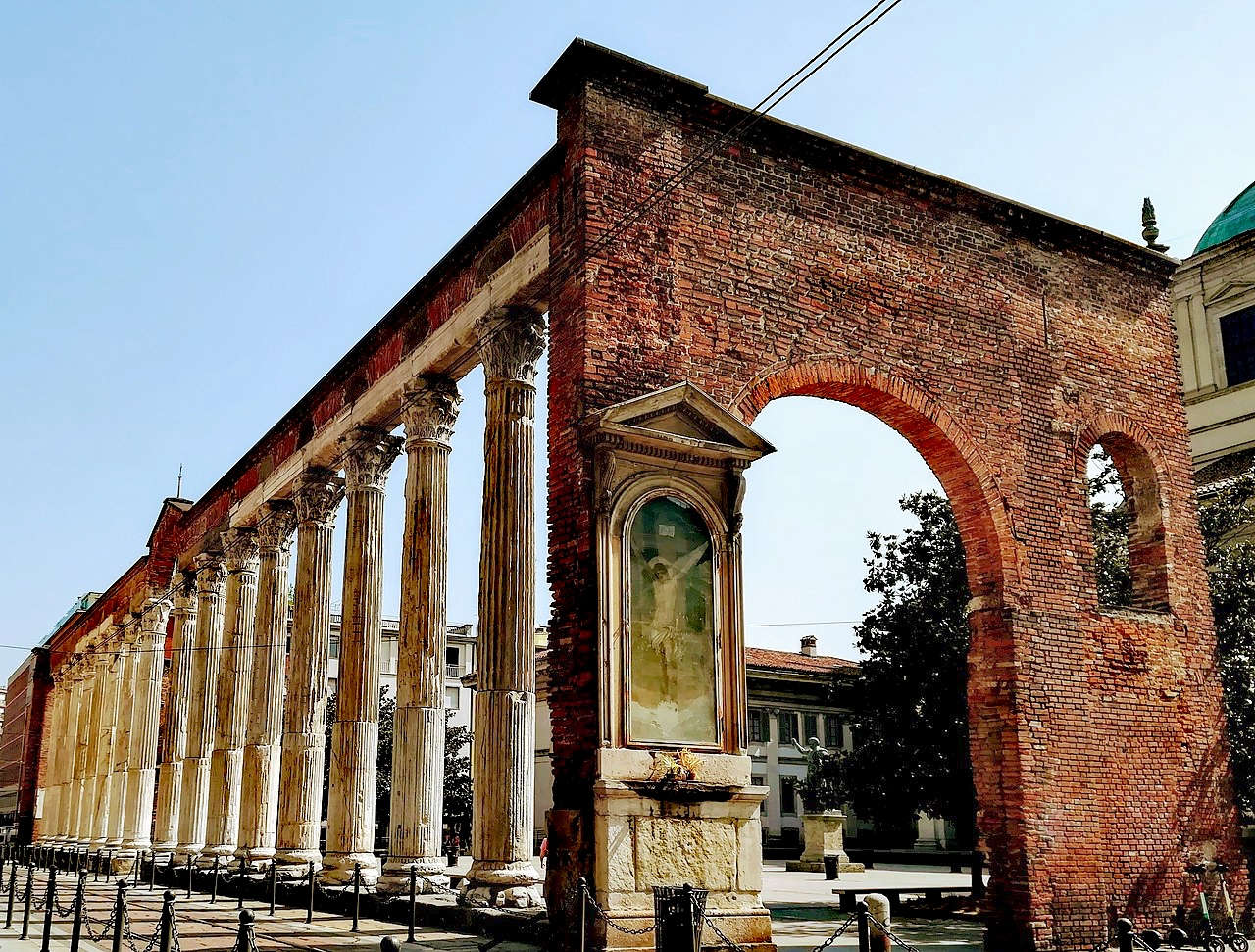
Colunas de São Lourenço, ruínas da Roma Antiga.

Por volta de 400 a.C., os celtas insubres habitavam Milão e seus arredores. Em 222 a.C., a República Romana conquistou este assentamento, e impuseram o nome Mediolano, ainda que o nome utilizado pela população local era Milàn, do celta Medhlan. Depois de vários séculos de domínio romano, Mediolano foi declarada capital administrativa da parte ocidental do Império Romano pelo imperador Diocleciano em 293 d.C. Diocleciano preferiu ficar na parte oriental (capital Nicomédia), e seu colega Maximiano ficou no Ocidente. Imediatamente Maximiano construiu diversos monumentos gigantescos, como um grande circo de 470 m x 85 m, a termas Erculee (Thermae Erculee), um grande complexo de palácios imperiais e vários outros edifícios.[carece de fontes?]
No Édito de Milão de 313 d.C., o imperador Constantino I garantiu a liberdade religiosa para os cristãos. A cidade foi sitiada pelos visigodos em 402 d.C., e a residência imperial foi transferida para Ravena, ao sudeste. Cinquenta anos mais tarde (em 452 d.C.), os hunos invadiram a cidade. Em 539 d.C., os ostrogodos conquistaram e destruíram Mediolano, no transcorrer da chamada Guerra Gótica contra o imperador Justiniano I. No verão de 569 d.C., os lombardos (donde deriva o nome da região italiana da Lombardia) conquistaram Milão, dominando o pequeno exército romano que estava em sua defesa. Algumas estruturas romanas permaneceram em uso em Milão sob o domínio lombardo. Milão se rendeu aos francos em 774 d.C., quando Carlos Magno, em uma decisão totalmente incomum na época, assumiu também o título de "rei dos lombardos" (até então os reinos germânicos frequentemente conquistavam uns aos outros, mas nenhum havia adotado o título de rei de outro povo). A Coroa de Ferro da Lombardia data desse período. Posteriormente Milão faria parte do Sacro Império Romano-Germânico.[carece de fontes?]

### Idade Média

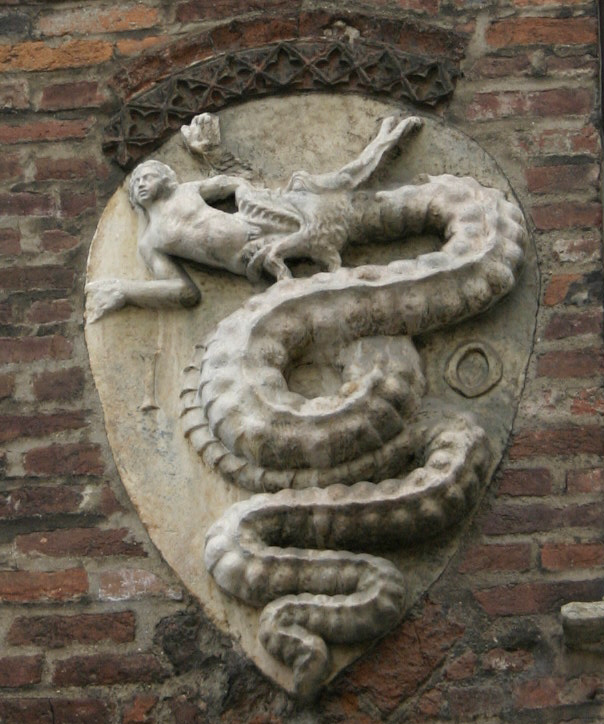
O Biscione: o brasão de armas da Casa de Visconti, do palácio dos arcebispos na Piazza del Duomo. As iniciais IO<HANNES> representam o nome (em latim) do arcebispo Giovanni Visconti (1342–1354).

Durante a Idade Média, Milão prosperou como um centro de comércio devido ao seu domínio da rica planície do Pó e das rotas da Itália através dos Alpes. A guerra da conquista por Frederico Barbarossa contra as cidades lombardas trouxe a destruição de grande parte de Milão em 1162. Após a fundação da Liga Lombarda em 1167, Milão assumiu o papel de liderança nesta aliança. Como consequência da independência que as vilas lombardas ganharam na Paz de Constança, em 1183, Milão se tornou um ducado. Em 1208, Rambertino Buvalelli exerceu por um tempo o cargo de Podestà da cidade, em 1242 Luca Grimaldi, e em 1282 Luchetto Gattilusio. Esta posição podia ser cheia de perigos pessoais na vida política violenta da comuna medieval: em 1252, hereges milaneses assassinaram o inquisidor da Igreja, mais tarde conhecido como Martir São Pedro. Em 1256, o arcebispo e os nobres influentes foram expulsos da cidade. Em 1259, Martino della Torre foi eleito Capitano del Popolo por membros das guildas; ele tomou a cidade a força, expulsou seus inimigos, e governou com poderes ditatoriais, pavimentando de ruas, escavando canais, taxando com sucesso as propriedades rurais, etc. Sua política, entretanto, levou o tesouro milanês ao colapso, a utilização frequente de unidades mercenárias imprudentes irritou demais a população, conferindo um apoio crescente aos inimigos tradicionais de Della Torre, os Viscontis.[carece de fontes?]
Em 22 de julho de 1262, Ottone Visconti foi nomeado arcebispo de Milão pelo papa Urbano IV, em oposição ao candidato dos Della Torre, Raimondo della Torre, bispo de Como. Este último então passou a divulgar alegações da proximidade dos Viscontis com os cátaros hereges, acusando-os de alta traição: os Viscontis, que acusaram os Della Torre dos mesmos crimes, foram então banidos de Milão e suas propriedades confiscadas. A guerra civil que se seguiu causou mais danos à população e economia de Milão, durando por mais de uma década.[carece de fontes?]
Ottone Visconti liderou sem sucesso um grupo de exilados contra a cidade em 1263, mas depois de anos de violência crescente de todos os lados, finalmente, após a vitória na Batalha de Desio (1277), ele conquistou a cidade para sua família. Os Viscontis conseguiram expulsar os Della Torre para sempre, governando a cidade até o século XV.[carece de fontes?]

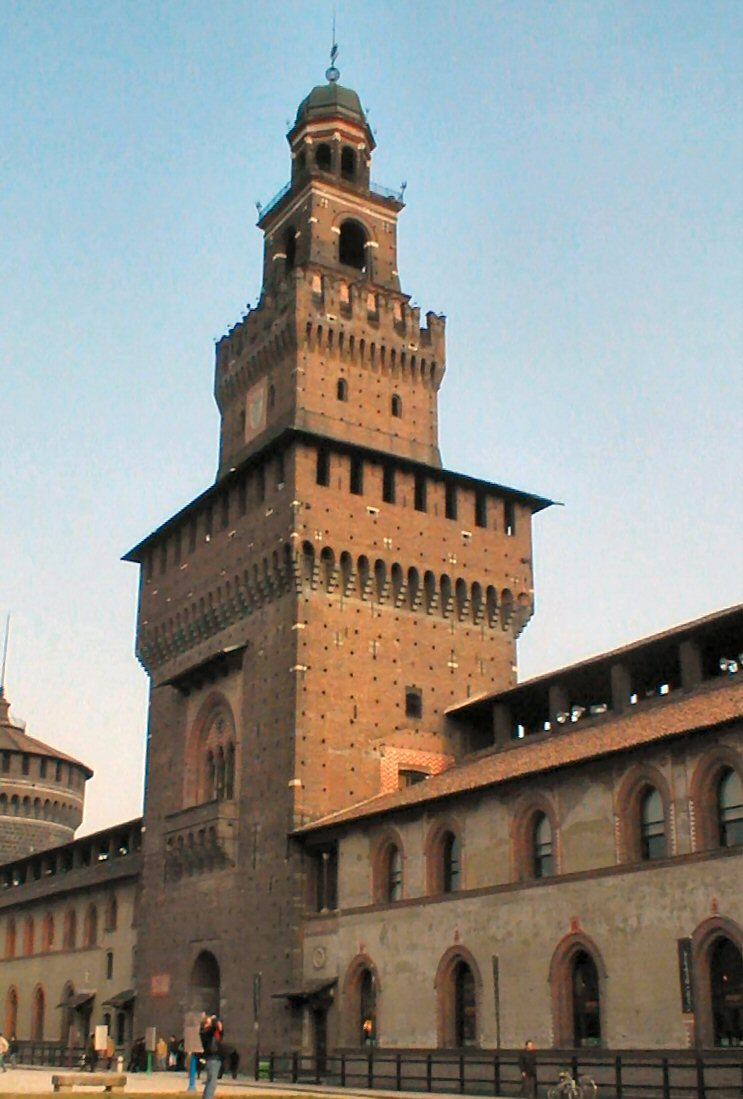
O Castelo Sforzesco, símbolo do poder da Casa de Sforza

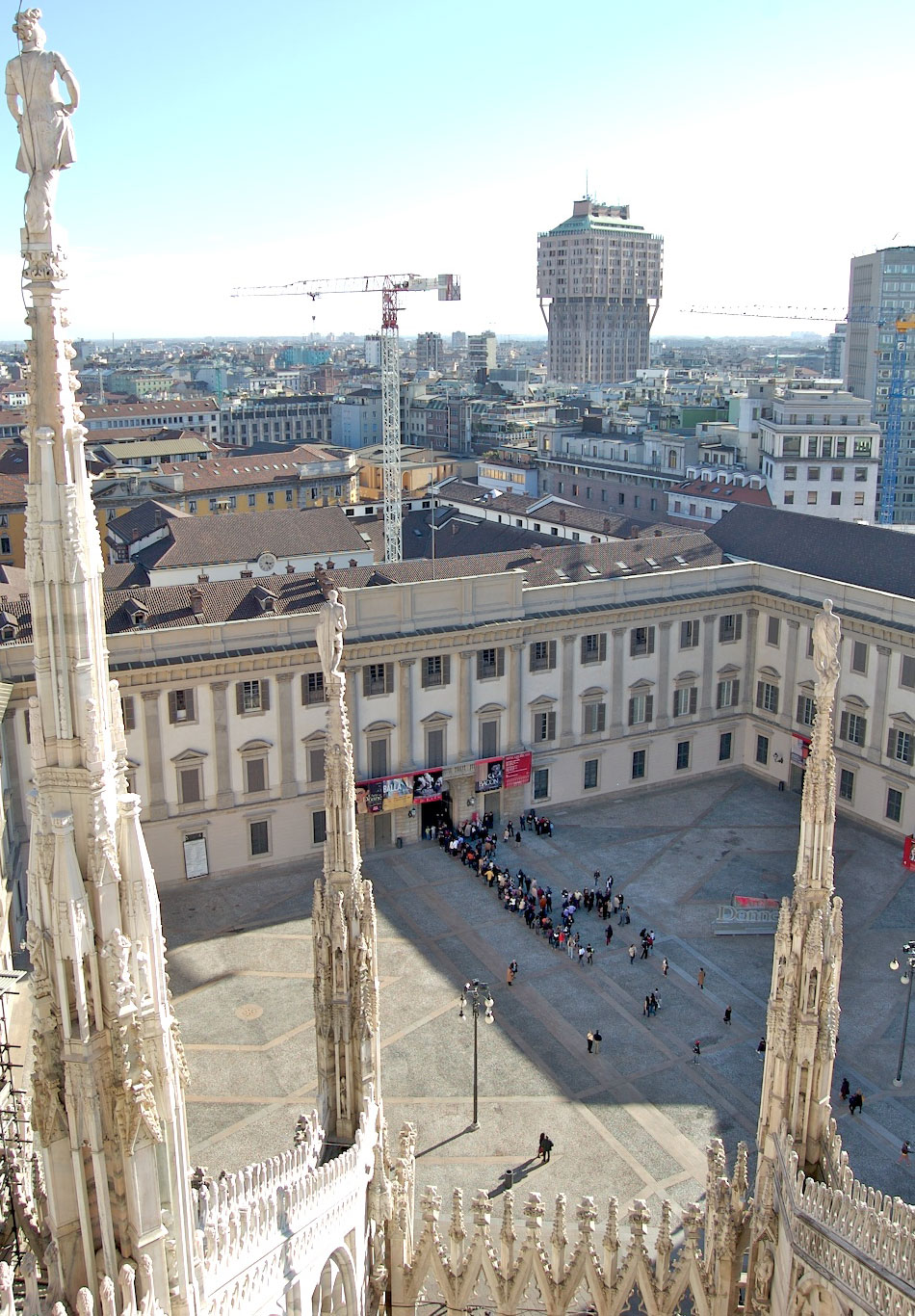
O Palácio Real de Milão, residência oficial dos Habsburgo

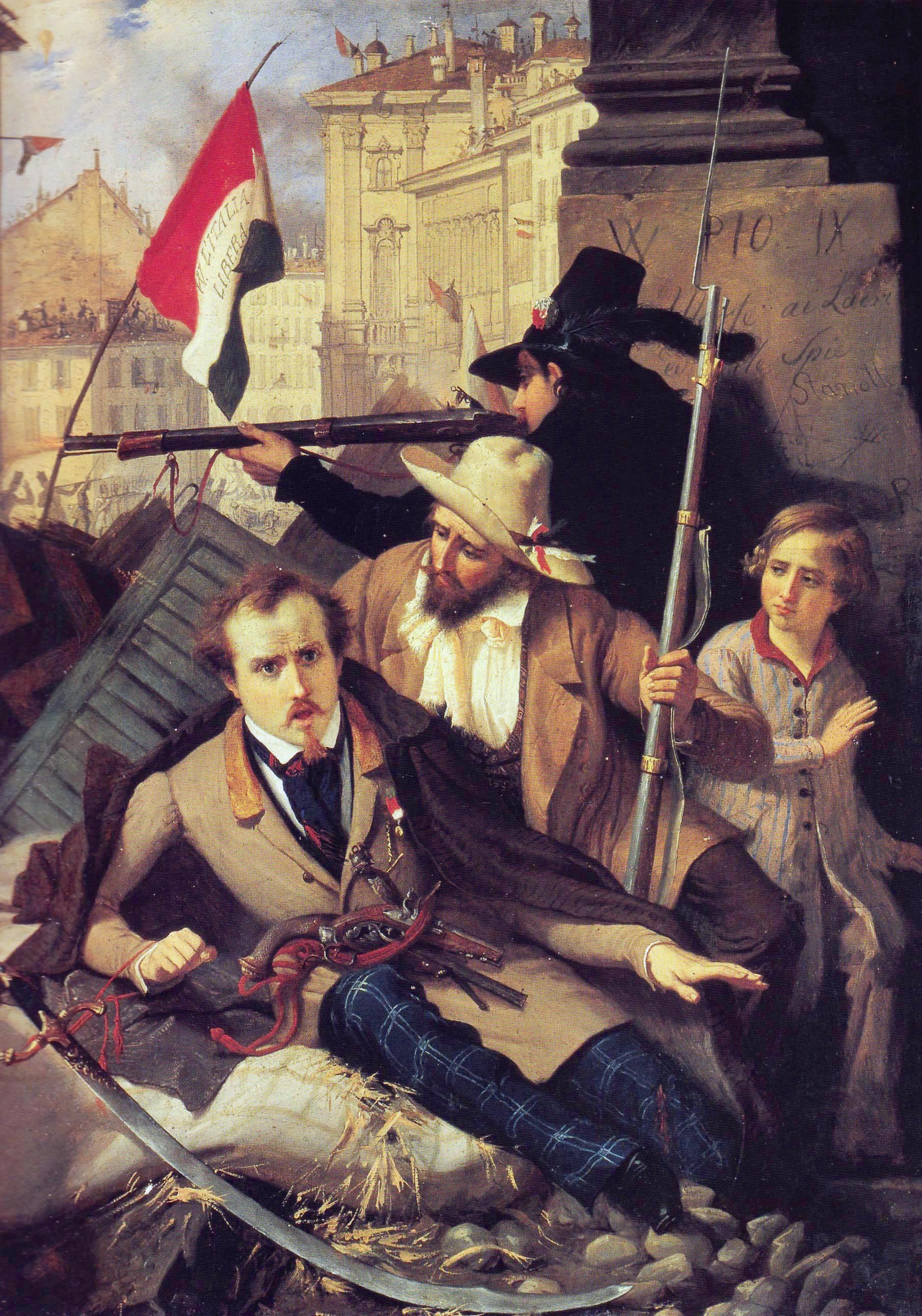
Patriotas milaneses lutam contra as tropas austríacas durante os Cinco Dias de Milão

Grande parte da história anterior de Milão reflete a luta entre duas facções políticas, os Guelfos e Gibelinos. Na maioria das vezes os guelfos foram bem sucedidos na cidade de Milão. No entanto, a família Visconti foi capaz de tomar o poder (signoria) em Milão, baseada em sua amizade "guibelina" com os imperadores alemães. Em 1395, um desses imperadores, Wenceslas (1378–1400), elevou os milaneses à condição de ducado. Ainda em 1395, João Galeácio Visconti tornou-se duque de Milão. A família guibelina dos Viscontis manteve-se no poder em Milão por um século e meio do início do século XIV até meados do século XV.

### O Renascimento e a Casa de Sforza
Em 1447, Filippo Maria Visconti, duque de Milão, morreu sem um herdeiro do sexo masculino; com o fim da linhagem dos Visconti, a República Ambrosiana foi promulgada. O nome da República Ambrosiana provém de Santo Ambrósio, santo padroeiro popular da cidade de Milão. As facções guelfos e gibelinos trabalharam juntas para criar a República Ambrosiana em Milão. No entanto, a república desmoronou quando, em 1450, Milão foi conquistada por Francesco Sforza, da Casa de Sforza, que fez de Milão uma das cidades mais importantes do Renascimento italiano.

### Períodos de domínio francês, espanhol e austríaco
O rei francês Luís XII reivindicou pela primeira vez o ducado em 1492. Naquela época, Milão era defendida por mercenários suíços. Após a vitória do sucessor de Luís, Francisco I, sobre os suíços na batalha de Marignano, o ducado foi prometido ao rei francês Francisco I. Quando o imperador romano-germânico Carlos V derrotou Francisco I na Batalha de Pavia, em 1525, o norte da Itália, incluindo Milão, passou para os domínios habsbúrgicos.
Em 1556, Carlos V abdicou em favor de seu filho Filipe II e seu irmão Fernando I. As possessões italianas de Carlos V, incluindo Milão, passaram para Filipe II e para a linhagem espanhola dos Habsburgos, enquanto que a linhagem austríaca dos Habsburgos de Fernando I governou o Sacro Império Romano-Germânico. A grande peste de Milão em 1629–31 matou um número estimado de 60 000 pessoas de uma população total de 130 000. Este episódio é considerado um dos últimos surtos da longa pandemia de peste que começou com a peste negra.
Em 1700, a linhagem espanhola dos Habsburgo foi extinta com a morte de Carlos II. Após sua morte, a Guerra da Sucessão Espanhola começou em 1701 com a ocupação de todas as possessões espanholas pelas tropas francesas que apoiavam a reivindicação do nobre francês Filipe de Anjou ao trono espanhol. Em 1706, os franceses foram derrotados nas batalhas de Ramillies e Turim e foram forçados a ceder o norte da Itália aos Habsburgos austríacos. Em 1713, o Tratado de Utrecht confirmou formalmente a soberania da Casa de Habsburgo sobre a maioria das possessões da Espanha na Itália, incluindo a Lombardia e sua capital, Milão.[carece de fontes?]

### Século XIX
Napoleão Bonaparte conquistou a Lombardia em 1796 e Milão foi declarada capital da República Cisalpina. Mais tarde, Napoleão declarou Milão capital do Reino de Itália e foi coroado na Catedral de Milão (Duomo). Após o término da ocupação de Napoleão, o Congresso de Viena devolveu, em 1815, a Lombardia e Milão, junto com o Vêneto, para o controle austríaco em 1815. Durante este período, Milão tornou-se um centro de ópera lírica. Na década de 1770, Mozart estreou três óperas no Teatro Regio Ducal. Mais tarde, o Teatro alla Scala tornou-se um teatro de referência no mundo, com suas premieres de Bellini, Donizetti, Rossini e Verdi. O próprio Verdi está enterrado na "Casa di riposo per Musicisti", um presente seu para Milão. No século XIX, outros teatros importantes foram La Cannobiana e o Teatro Carcano.[carece de fontes?]
Em 18 de março de 1848, os milaneses se rebelaram contra o Império Austríaco durante os chamados "Cinco Dias" (em italiano: Le Cinque Giornate), e o marechal de campo Radetzky foi forçado a retirar-se temporariamente da cidade. No entanto, depois de derrotar as forças italianas em Custoza, em 24 de julho, Radetzky pode retomar o controle da Áustria sobre Milão e o norte da Itália. No entanto, os nacionalistas italiano, interessados na unificação italiana e apoiados pelo Reino da Sardenha, exigiram a retirada da Áustria. Sardenha e França formaram uma aliança e derrotaram a Áustria na Batalha de Solferino em 1859. Após esta batalha, Milão e o resto da Lombardia foram incorporados ao Reino da Sardenha, que logo ganhou o controle da maior parte da Itália e, em 1861, foi rebatizado como Reino da Itália.[carece de fontes?]
A unificação política da Itália consolidou o domínio comercial de Milão sobre o norte da Itália. Isto também levou a uma grande construção de ferrovias que fez de Milão a central ferroviária do norte da Itália. A rápida industrialização colocou Milão no centro da principal região industrial da Itália, embora, na década de 1890, a cidade tenha sido abalada pelo massacre de Bava Beccaris, um tumulto relacionado a elevada taxa de inflação. Entretanto, como os bancos milaneses dominavam a esfera financeira da Itália, a cidade tornou-se o principal centro financeiro do país. O crescimento econômico de Milão trouxe uma rápida expansão da área e população da cidade entre o final do século XIX e início do século XX.

### Século XX
Em 1910, Benito Mussolini organizou em Milão os camisas negras, que formavam o núcleo do movimento fascista da Itália, e, em 1922, a Marcha sobre Roma começou a partir da cidade. Durante a Segunda Guerra Mundial, Milão sofreu graves danos devido aos bombardeios britânicos e americanos. Apesar da Itália ter saído, assinando um armistício com os aliados, a guerra ainda continuou até 1945, com as forças armadas alemãs ocupando a maior parte do norte do país.. Em 1943, a resistência antialemã na Itália ocupada aumentou e houve muitas lutas em Milão. Alguns dos piores bombardeios dos aliados em Milão ocorreram em 1944, e grande parte deles estavam focados em torno da principal estação ferroviária de Milão.[carece de fontes?]
Enquanto a guerra seguia para o fim, a 1.ª Divisão Blindada Americana avançou sobre Milão como parte da campanha do vale do rio Pó. Mas mesmo antes dela chegar, membros da resistência italiana levantaram-se em revolta aberta em Milão, e liberaram a cidade. Perto dali, Benito Mussolini e vários membros de sua República Social Italiana (Repubblica Sociale Italiana, ou RSI) foram capturados pela resistência em Dongo e executados. Em 29 de abril de 1945, os corpos dos fascistas foram levados para Milão e pendurados de cabeça para baixo na Piazzale Loreto.[carece de fontes?]
Após a guerra, a cidade foi o local de um campo de refugiados para judeus que fugiam da Áustria. Durante o milagre econômico dos anos 1950 e 1960, uma grande onda de imigração interna, principalmente do sul da Itália, se dirigiu para Milão e a população chegou a 1 723 000 em 1971. A população de Milão começou a diminuir no final da década de 1970, assim nos últimos 30 anos, quase um terço da população total da cidade mudou-se para o cinturão externo de novos subúrbios e pequenas cidades que cresceram em torno de Milão.
Ao mesmo tempo, a cidade começou a atrair também fluxos crescentes de imigração estrangeira. Um símbolo deste fenômeno foi o rápido e grande crescimento da Chinatown Milanesa, um distrito localizado na área em torno da "Via Paolo Sarpi", "Via Bramante", "Via Messina" e "Via Rosmini", povoado por imigrantes chineses de Zhejiang, atualmente um dos bairros mais pitorescos da cidade. Milão é também o lar de um terço de todos os filipinos na Itália, abrigando uma considerável e crescente população que ultrapassa os 33 000, com uma taxa de natalidade média de 1 000 nascimentos por ano. No geral, a população de Milão parece ter se estabilizado nos últimos anos, ocorrendo apenas um ligeiro aumento da população da cidade desde 2001.

## Geografia

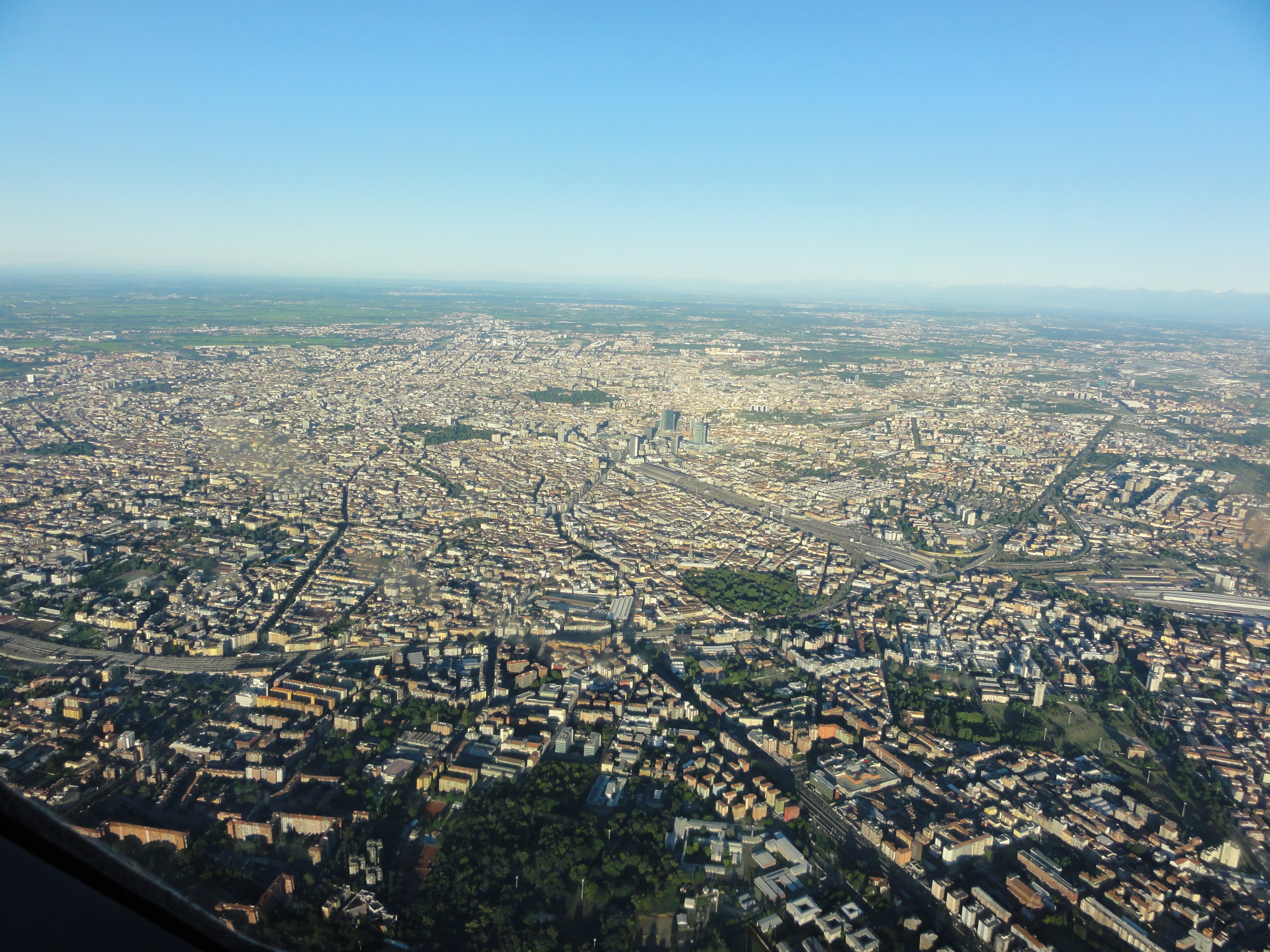
Fotografia aérea de Milão.

A cidade ocupa uma zona na parte ocidental da região de Lombardia, na planície Padana. Geograficamente é limitada pelos rios Ticino, Adda e Pó a oeste, este e sul, respectivamente, e pelo lago de Como e a fronteira suíça, a norte.

### Parques

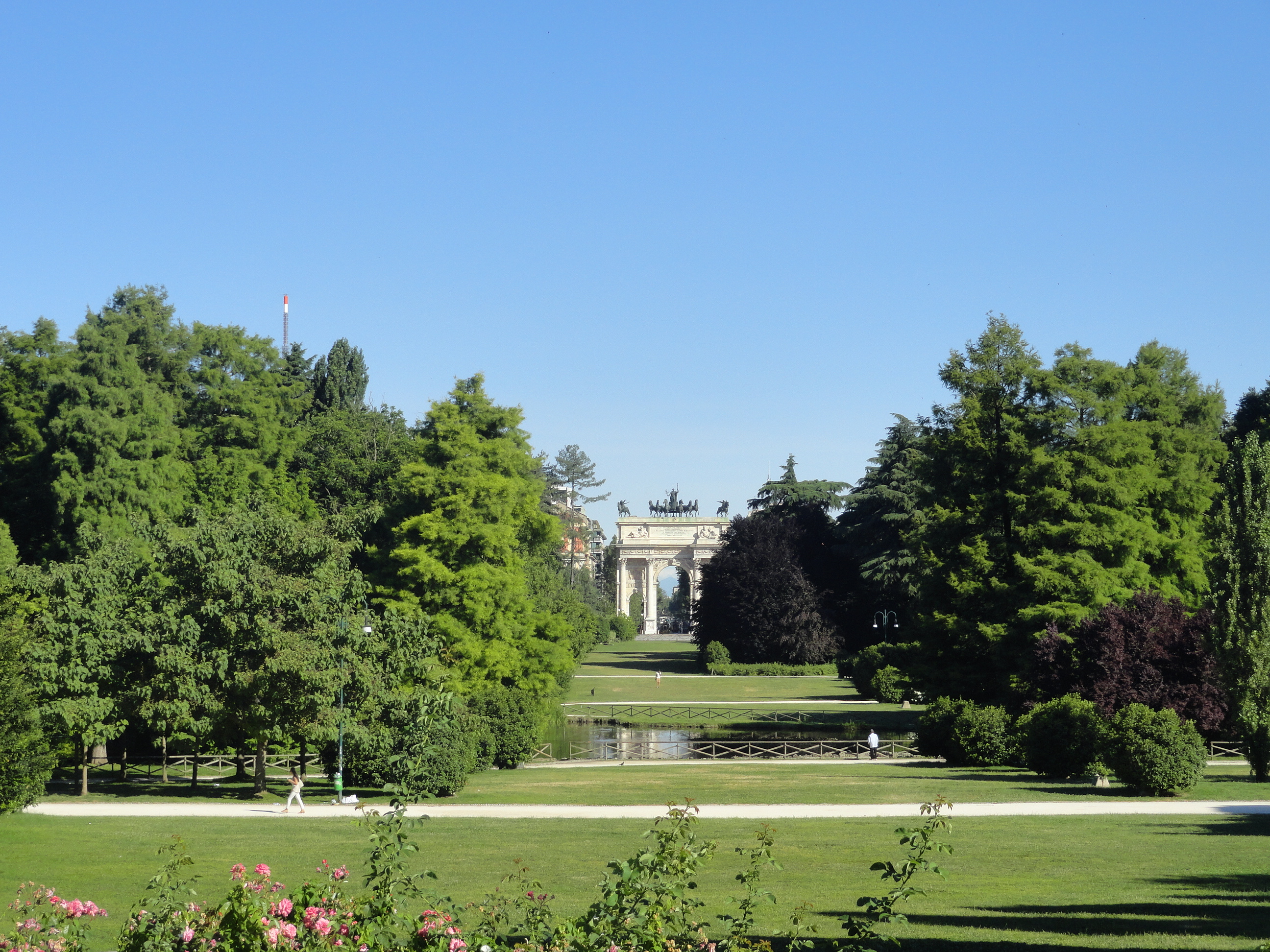
Parque Sempione, principal parque público da cidade

Apesar do fato de Milão ter uma quantidade muito pequena de áreas verdes, em comparação com outras cidades de seu porte, a cidade possui uma grande variedade de parques e jardins. Os primeiros parques públicos foram criados entre 1857 e 1862, e foram projetados por Giuseppe Balzaretto. Eles estavam situados em um bairro central, encontrada nas áreas de Piazzale Oberdan (Porta Venezia), Corso Venezia, Palestro Via e Via Manin. A maioria deles foi ajardinado em um estilo neoclássico, muitas vezes cheia de riqueza botânica.
Os parques mais importantes de Milão são: Parco Sempione (perto do Castello Sforzesco), Parco Forlani, Giardini Pubblici, Giardino della Villa Comunale, Giardini della Guastalla e Parco Lambro. Parco Sempione é um grande parque público, situado entre o Castello Sforzesco e o Arco da Paz. Foi construído por Emilio Alemagna, e contém uma arena napoleônica, o Civico Acquario di Milano ("Aquário Cívico de Milão"), uma torre, um centro de exposições de arte, algumas lagoas e uma biblioteca. Depois, há o Parco Forlani, que, com um tamanho de 235 hectares é o maior parque de Milão e contém um monte e uma lagoa. Os Giardini Pubblici estão entre os mais antigos parques de Milão, fundado em 29 de novembro de 1783 e concluído por volta de 1790.

### Clima
O clima é subtropical úmido (Cfa) com as quatro estações do ano bem definidas. A temperatura média diária no inverno em Milão varia de 2 °C a 5 °C, ocasionalmente alcançando -5/-10 °C, e recebe aproximadamente 40 cm de neve todos os anos. Durante o verão, a temperatura máxima ronda os 29 °C e pode alcançar os 35 °C. A umidade é bastante elevada durante o ano inteiro e a média anual de precipitação é de 920 milímetros. Desde 1946, a menor temperatura registrada em Milão, no Aeroporto de Milão-Linate, foi de −15,6 °C em 16 de fevereiro de 1956, e a maior atingiu 37,2 °C em 29 de julho de 1983.
| Dados climatológicos para Milão (Aeroporto, 1971–2000)                                                    | Dados climatológicos para Milão (Aeroporto, 1971–2000) | Dados climatológicos para Milão (Aeroporto, 1971–2000) | Dados climatológicos para Milão (Aeroporto, 1971–2000) | Dados climatológicos para Milão (Aeroporto, 1971–2000) | Dados climatológicos para Milão (Aeroporto, 1971–2000) | Dados climatológicos para Milão (Aeroporto, 1971–2000) | Dados climatológicos para Milão (Aeroporto, 1971–2000) | Dados climatológicos para Milão (Aeroporto, 1971–2000) | Dados climatológicos para Milão (Aeroporto, 1971–2000) | Dados climatológicos para Milão (Aeroporto, 1971–2000) | Dados climatológicos para Milão (Aeroporto, 1971–2000) | Dados climatológicos para Milão (Aeroporto, 1971–2000) | Dados climatológicos para Milão (Aeroporto, 1971–2000) |
| Mês | Jan                                                    | Fev                                                    | Mar                                                    | Abr                                                    | Mai                                                    | Jun                                                    | Jul                                                    | Ago                                                    | Set                                                    | Out                                                    | Nov                                                    | Dez                                                    | Ano                                                    |
| --- | ------------------------------------------------------ | ------------------------------------------------------ | ------------------------------------------------------ | ------------------------------------------------------ | ------------------------------------------------------ | ------------------------------------------------------ | ------------------------------------------------------ | ------------------------------------------------------ | ------------------------------------------------------ | ------------------------------------------------------ | ------------------------------------------------------ | ------------------------------------------------------ | ------------------------------------------------------ |
| Temperatura máxima recorde (°C)                                                                           | 21,7                                                   | 23,8                                                   | 26,9                                                   | 32,4                                                   | 35,5                                                   | 36,6                                                   | 37,2                                                   | 36,9                                                   | 33,0                                                   | 28,2                                                   | 23,0                                                   | 21,2                                                   | 37,2                                                   |
| Temperatura máxima média (°C)                                                                             | 5,9                                                    | 9,0                                                    | 14,3                                                   | 17,4                                                   | 22,3                                                   | 26,2                                                   | 29,2                                                   | 28,5                                                   | 24,4                                                   | 17,8                                                   | 10,7                                                   | 6,4                                                    | 17,7                                                   |
| Temperatura média (°C)                                                                                    | 2,5                                                    | 4,7                                                    | 9,0                                                    | 12,2                                                   | 17,0                                                   | 20,8                                                   | 23,6                                                   | 23,0                                                   | 19,2                                                   | 13,4                                                   | 7,2                                                    | 3,3                                                    | 13,0                                                   |
| Temperatura mínima média (°C)                                                                             | −0,9                                                   | 0,3                                                    | 3,8                                                    | 7,0                                                    | 11,6                                                   | 15,4                                                   | 18,0                                                   | 17,6                                                   | 14,0                                                   | 9,0                                                    | 3,7                                                    | 0,1                                                    | 8,3                                                    |
| Temperatura mínima recorde (°C)                                                                           | −15,0                                                  | −15,6                                                  | −7,4                                                   | −2,5                                                   | −0,8                                                   | 5,6                                                    | 8,4                                                    | 8,0                                                    | 3,0                                                    | −2,3                                                   | −6,2                                                   | −13,6                                                  | −15,6                                                  |
| Precipitação (mm)                                                                                         | 58,7                                                   | 49,2                                                   | 65,0                                                   | 75,5                                                   | 95,5                                                   | 66,7                                                   | 66,8                                                   | 88,8                                                   | 93,1                                                   | 122,4                                                  | 76,7                                                   | 61,7                                                   | 920,1                                                  |
| Dias com precipitação (1.0 mm)                                                                            | 6,7                                                    | 5,3                                                    | 6,7                                                    | 8,1                                                    | 8,9                                                    | 7,7                                                    | 5,4                                                    | 7,1                                                    | 6,1                                                    | 8,3                                                    | 6,4                                                    | 6,3                                                    | 83,0                                                   |
| Umidade relativa (%)                                                                                      | 86                                                     | 78                                                     | 71                                                     | 75                                                     | 72                                                     | 71                                                     | 71                                                     | 72                                                     | 74                                                     | 81                                                     | 85                                                     | 86                                                     | 77                                                     |
| Insolação (h)                                                                                             | 58,9                                                   | 96,1                                                   | 151,9                                                  | 177,0                                                  | 210,8                                                  | 243,0                                                  | 285,2                                                  | 251,1                                                  | 186,0                                                  | 130,2                                                  | 66,0                                                   | 58,9                                                   | 1 915,1                                                |
| Fonte: Serviço Meteorológico da Itália (Servizio Meteorologico) (recordes de temperatura: 1946-presente). |                                                        |                                                        |                                                        |                                                        |                                                        |                                                        |                                                        |                                                        |                                                        |                                                        |                                                        |                                                        |                                                        |

## Demografia

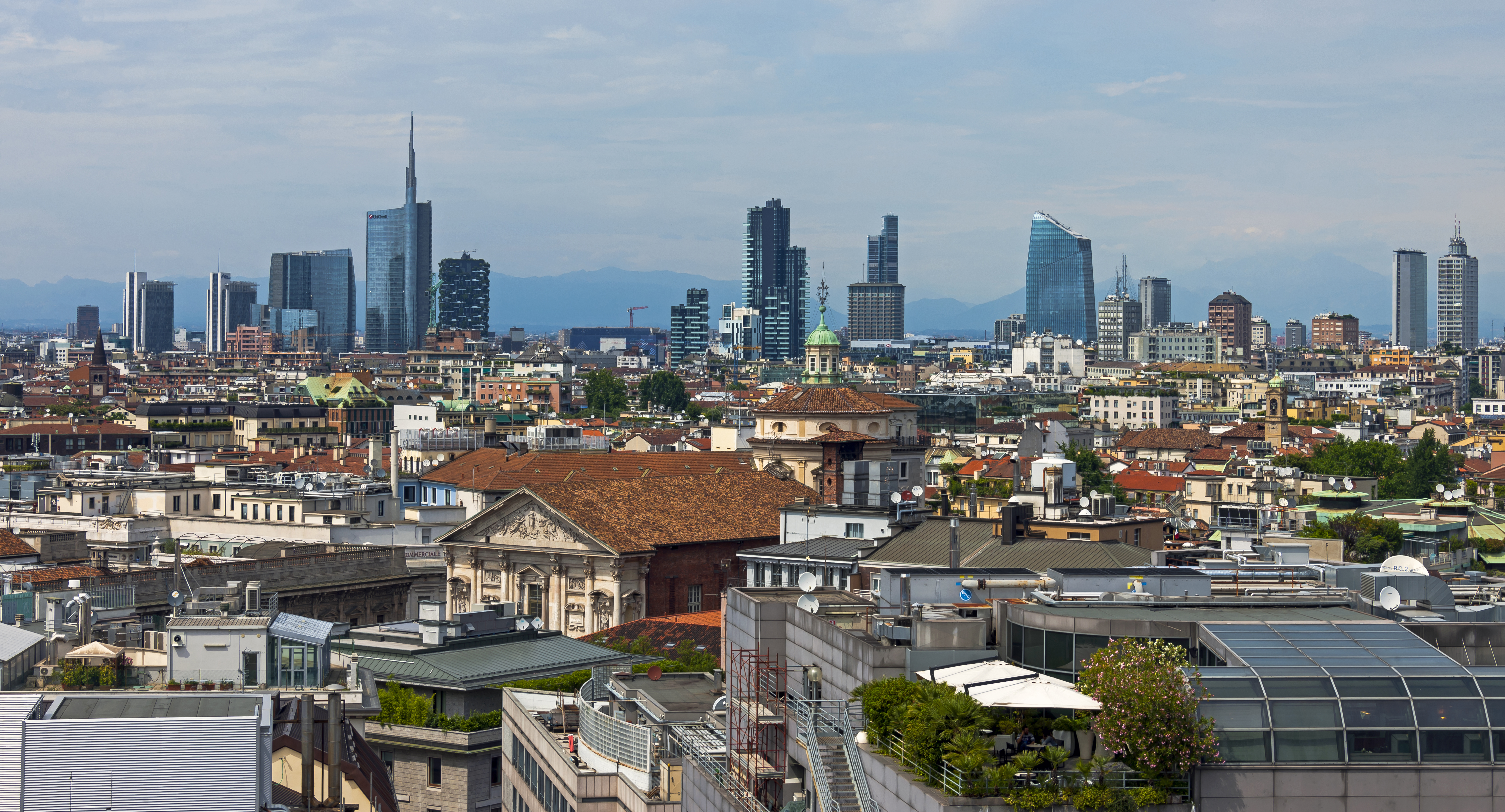
Milão vista do Duomo.

Com a rápida industrialização nos anos pós-guerra, a população de Milão atingiu o pico em 1 743 427 habitantes em 1973. Posteriormente, durante os 30 anos seguintes, quase um terço da população mudou-se para os novos subúrbios e cidades-satélite que cresceram ao redor da cidade propriamente dita. Havia cerca de 1 324 169 residentes oficiais na província de Milão no final de 2013 e 3 196 825 em sua cidade administrativa metropolitana. No entanto, a aglomeração de Milão se estende muito além dos limites de sua área administrativa e era o lar de 5 270 000 pessoas em 2015, enquanto sua área metropolitana mais ampla tem uma população entre 7 e 10 milhões dependendo da definição usada.
No censo de 2011, o Istituto Nazionale di Statistica estimou que 236 855 moradores estrangeiros moravam em Milão, representando quase 20% da população total de residentes, um aumento rápido em relação aos níveis dos últimos anos. Após a Segunda Guerra Mundial, Milão experimentou duas principais ondas de imigração: a primeira, que data da década de 1950 até o início da década de 1970, viu um grande afluxo de migrantes das áreas mais pobres e rurais da Itália; a segunda, a partir do final da década de 1980, caracterizou-se pela preponderância de imigrantes nascidos no exterior.
Além do italiano, cerca de um terço da população do oeste da Lombardia pode falar o dialeto lombardo ocidental, também conhecido como insúbrico. Em Milão, alguns nativos da cidade podem falar a tradicional variedade milanesa, variante urbana do lombardo ocidental, que não deve ser confundida com a variedade regional da língua italiana influenciada pelo milanês.
| Variação demográfica do município entre 1861 e 2011                               |
|                                                                                   |
| Fonte: Istituto Nazionale di Statistica (ISTAT) - Elaboração gráfica da Wikipedia |

### Religião

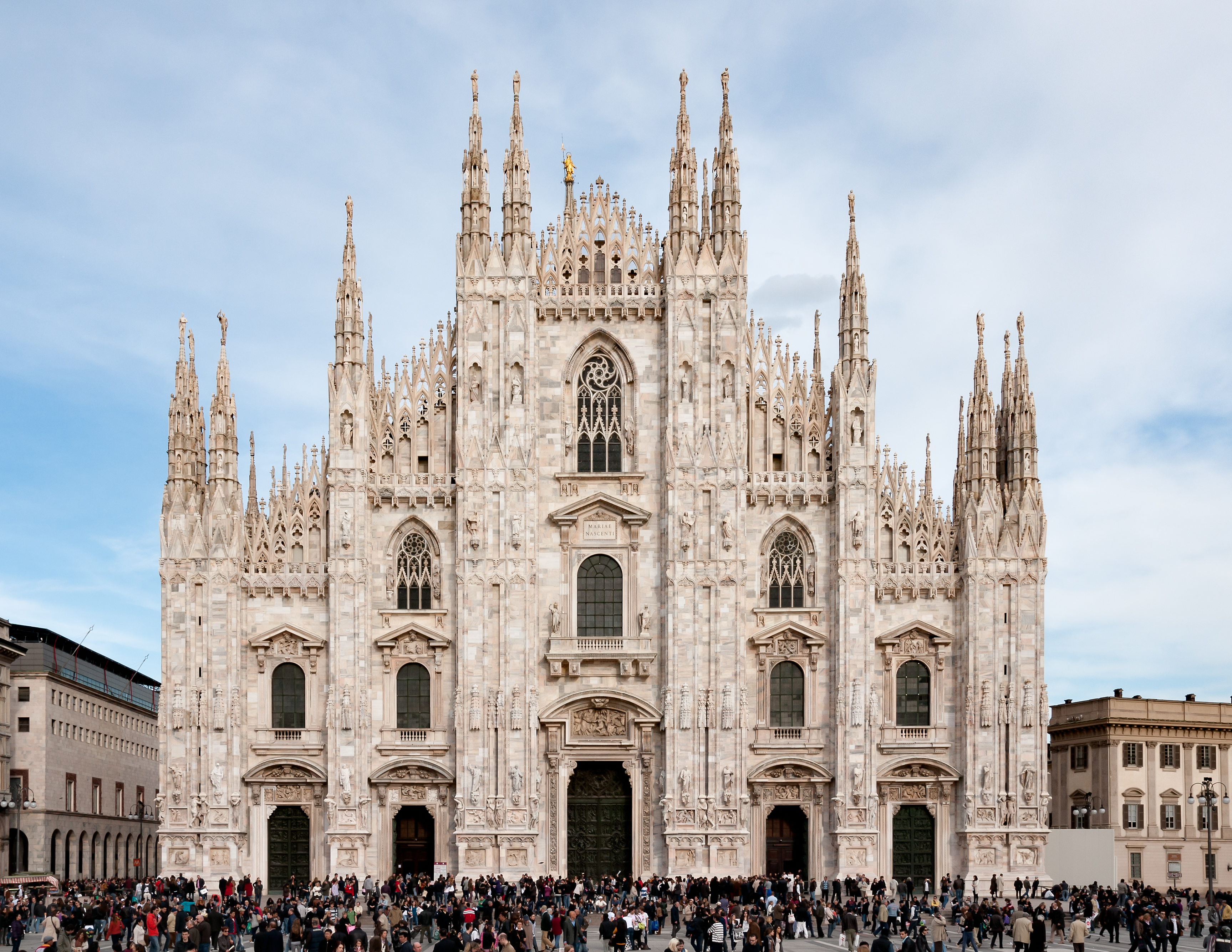
Catedral de Milão

A população de Milão, como o da Itália como um todo, é predominantemente católica. É a sede da Arquidiocese de Milão. Outras religiões praticadas são: cristianismo ortodoxo, budismo, judaísmo, islamismo e protestantismo.
Milão tem o seu próprio rito católico histórico conhecido como o Rito Ambrosiano. Ele varia ligeiramente do rito católico típico (o romano, usado em todas as outras regiões ocidentais), com algumas diferenças na liturgia e celebrações em massa, e no calendário (por exemplo, a data para a início da Quaresma é comemorada alguns dias após a data comum, assim que o Carnaval tem datas diferentes). O Rito Ambrosiano também é praticado em outros locais em torno de Lombardia e no cantão suíço de Lugano.
Outra importante diferença diz respeito à música litúrgica. O canto gregoriano foi totalmente utilizado em Milão e em áreas adjacentes, porque o oficial era o seu próprio canto ambrosiano, definitivamente estabelecido pelo Concílio de Trento (1545–1563) e mais cedo do que o gregoriano. Para preservar esta música em Milão, foi desenvolvida a schola cantorum, uma faculdade, e um "Instituto em parceria com a Pontifíce Instituto Ambrosiano de Música Sacra (PIAMS)" em Roma.

## Governo e política

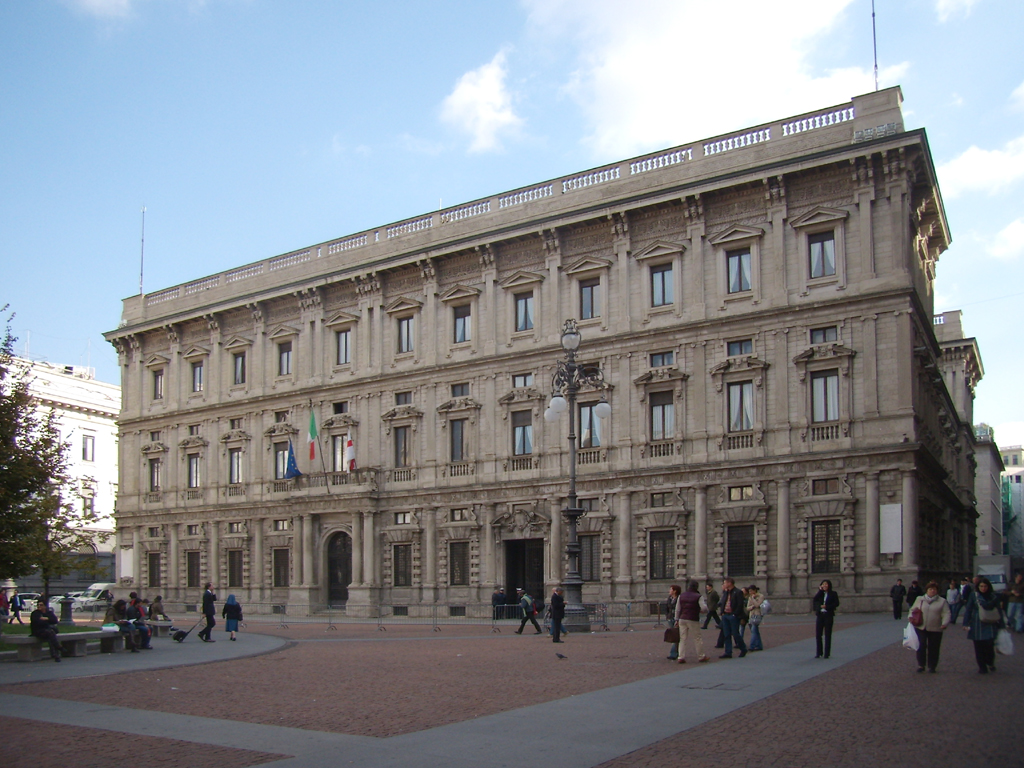
Palazzo Marino, sede da Prefeitura de Milão

O corpo legislativo do município é o Conselho Municipal (Consiglio Comunale), composto por 48 conselheiros eleitos a cada cinco anos com um sistema proporcional, contextualmente às eleições de prefeito. O órgão executivo é o Comitê da Cidade (Giunta Comunale), composto por 12 assessores, que é nomeado e presidido por um prefeito eleito diretamente. O atual prefeito de Milão é Giuseppe Sala, independente de esquerda liderando uma aliança progressiva composta pelo Partido Democrata e pela esquerda italiana.
Milão é a capital da província administrativa homônima e da Lombardia, uma das vinte regiões da Itália. Enquanto a província de Milão tem uma população de 3 195 211, tornando-se a segunda província mais povoada da Itália após Roma, a Lombardia é, de longe, a região mais populosa da Itália, com mais de dez milhões de habitantes, quase um sexto do total nacional. A sede do governo regional é o Palazzo Lombardia que, com 161,3 metros de altura, é o segundo edifício mais alto de Milão.

### Divisões administrativas

As nove zonas de Milão

A cidade de Milão está subdividida em nove zonas (zone). Até 1999, contavam-se 21 zonas. Naquele ano foi decidida a redução do número de divisões administrativas para nove. Cada zona está ainda dividida em quartiere; esta última divisão não é oficial, servindo apenas de referência para os habitantes
- Zona 1: Centro histórico (Centro storico) (coincide com os limites da cidade durante o domínio espanhol)
- Zona 2: Stazione Centrale, Gorla, Turro, Precotto, Greco, Crescenzago
- Zona 3: Città Studi, Lambrate, Venezia
- Zona 4: Vittoria, Forlanini
- Zona 5: Vigentino, Chiaravalle, Gratosoglio
- Zona 6: Barona, Lorenteggio
- Zona 7: Baggio, De Angeli, San Siro
- Zona 8: Fiera, Gallaratese, Quarto Oggiaro
- Zona 9: Stazione Garibaldi, Niguarda

### Cidades-irmãs
Milão é geminada com as seguintes cidades:
- Dacar, Senegal (1974)
- São Paulo, Brasil (1961)
- Chicago, Estados Unidos (1962)
- Toronto, Canadá (2003)
- Guadalajara , México (2008)
- Xangai, China (1979)
- Osaca, Japão (1981)
- Telavive, Israel (1997)
- Belém, Palestina (2000)
- Lião, França (1967)
- São Petersburgo, Rússia (1967)
- Francoforte, Alemanha (1969)
- Birmingham, Inglaterra (1974)
- Cracóvia, Polônia (2003)
- Melbourne, Austrália (2003)

- Milão tem ou teve acordos bilaterais e projetos de cooperação com:

- Caracas , Venezuela
- Dalian, China
- Buenos Aires , Argentina
- Montreal, Canadá
- Medellín , Colômbia
- Lima , Peru
- Istambul , Turquia
- Maceió , Brasil

## Economia

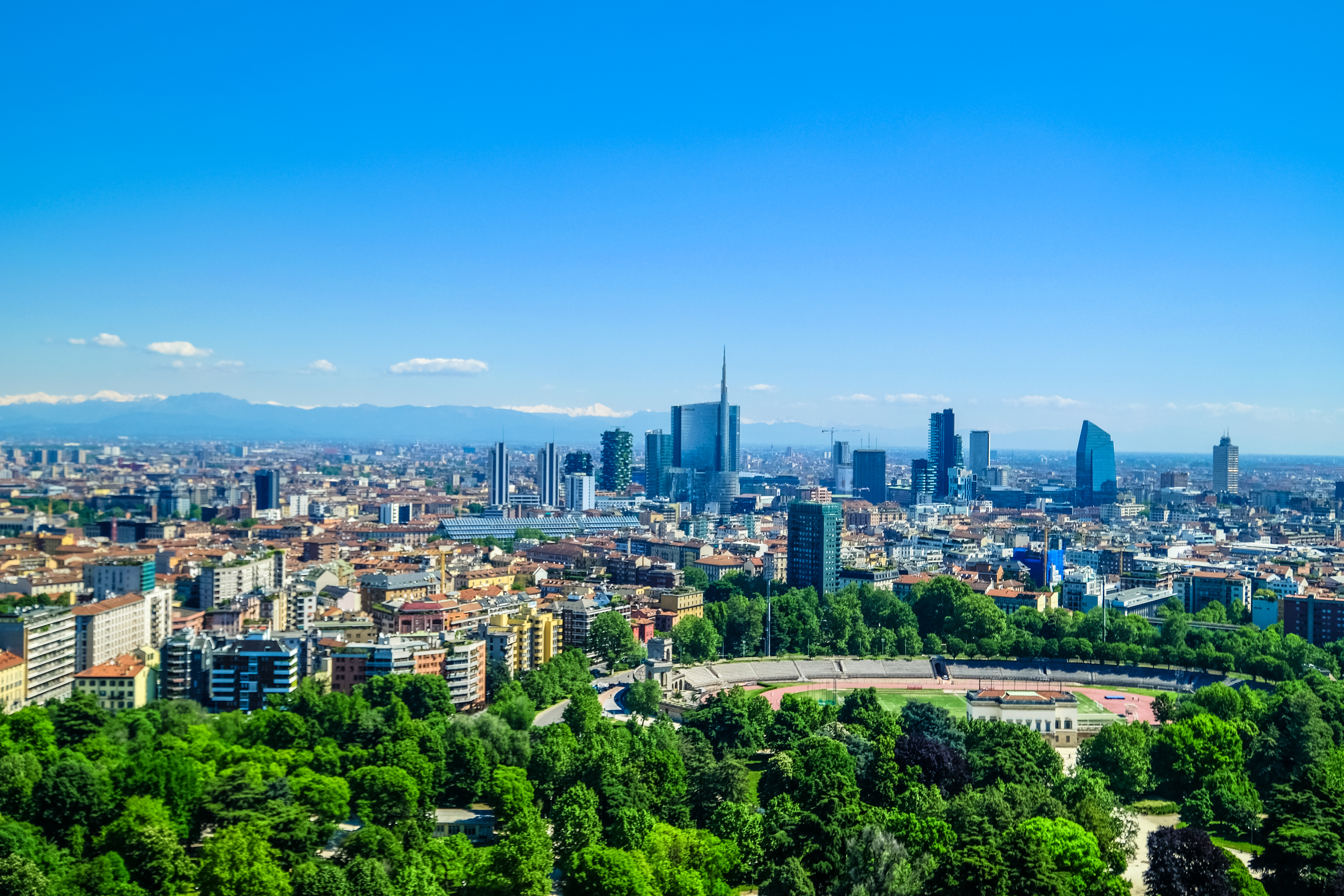
Panorama do centro financeiro Porta Nova.

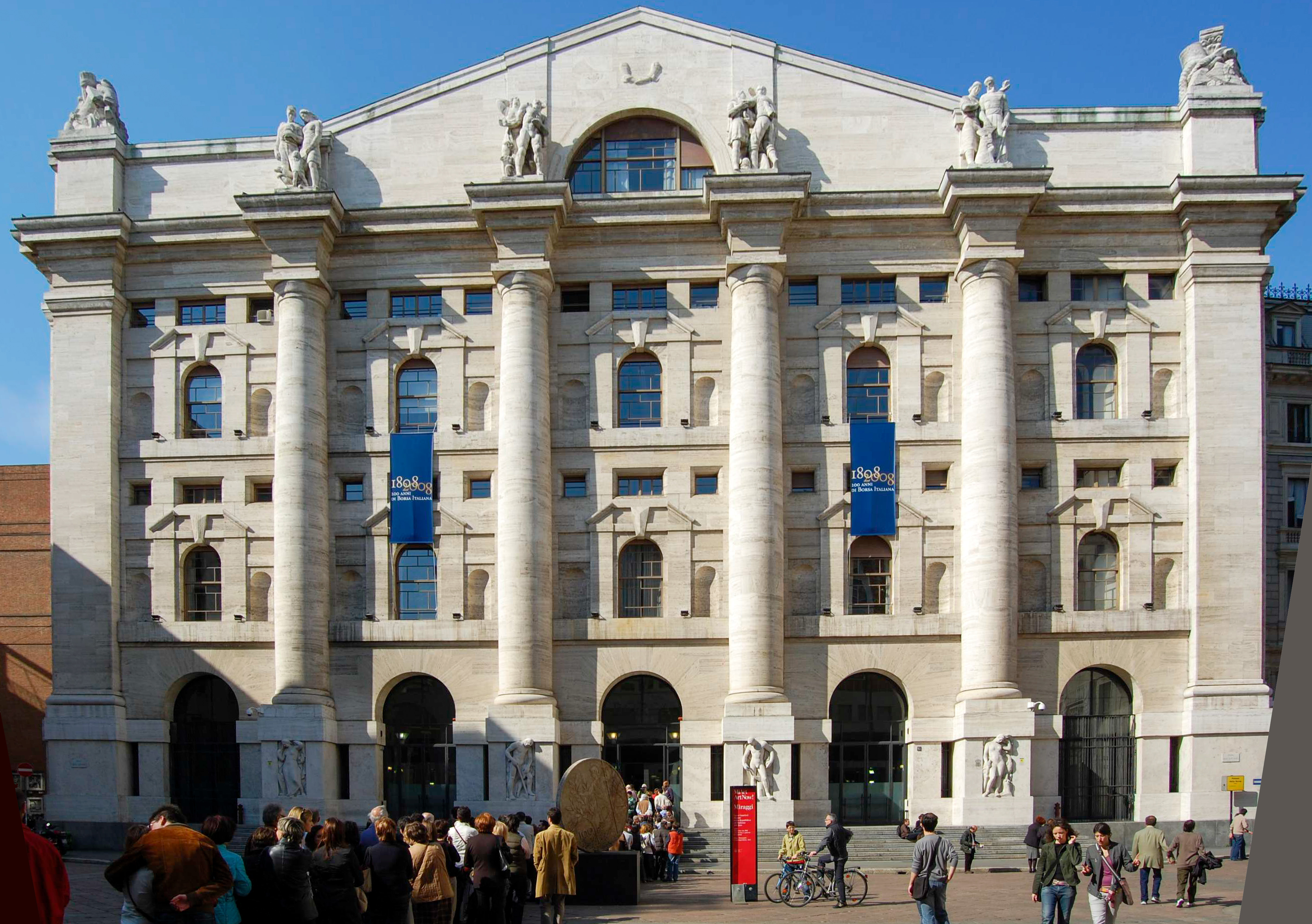
Bolsa de Valores de Milão.

Enquanto Roma é a capital política da Itália, Milão é o coração industrial e financeiro do país. Com um PIB de 2010 estimado em 132,5 bilhões de euros, a província de Milão gera aproximadamente 9% do PIB nacional; enquanto a economia da região da Lombardia gera aproximadamente 20% do PIB da Itália (ou estimado em 325 bilhões de euros em 2010, aproximadamente o tamanho da Bélgica). A província de Milão abriga cerca de 45% das empresas da região da Lombardia e mais de 8% de todas as empresas na Itália, incluindo três empresas da Fortune 500.
Milão é, desde o final dos anos 1800, um importante centro industrial, especialmente para a indústria automotiva, com empresas como Alfa Romeo, Pirelli e Techint com uma presença significativa na cidade. Outros produtos importantes fabricados em Milão incluem produtos químicos, maquinários, produtos farmacêuticos e plásticos, saúde e biotecnologia e alimentos e bebidas.
A cidade é a sede dos principais grupos bancários da Itália (198 empresas), incluindo Banca Popolare di Milano, Mediobanca, Banca Mediolanum e UniCredit, além de outros 40 bancos estrangeiros. Além disso, a maioria das empresas de gestão de ativos tem sede em Milão. A Associazione Bancaria Italiana que representa o sistema bancário do país e a Bolsa de Valores de Milão (que tem 225 empresas listadas) estão localizadas na cidade.
Milão é um dos principais centros mundiais de moda, onde o setor conta com 12 mil empresas, 800 salas de exposições e 6 000 pontos de venda (com marcas como Armani, Prada, Versace, Valentino e Luxottica), enquanto quatro semanas por ano são dedicadas aos principais eventos de moda. A cidade também é um centro global de comércio e design. Milão organizou a Expo 2015 com êxito. A FieraMilano, a histórica operadora de convenções, opera uma das maiores áreas de exposições do mundo e a segunda na Europa (depois de Hannover), no subúrbio norte de Rho, responsável por feiras em 0,7 milhões de m² de áreas de exposição com cerca de 4,5 milhões de visitantes por ano.
O turismo é uma parte cada vez mais importante da economia da cidade: com 7,65 milhões de visitantes internacionais registrados em 2016 (1,8% em relação ao ano anterior), Milão ficou em 14º cidade mais visitada do mundo.

## Infraestrutura

### Transportes

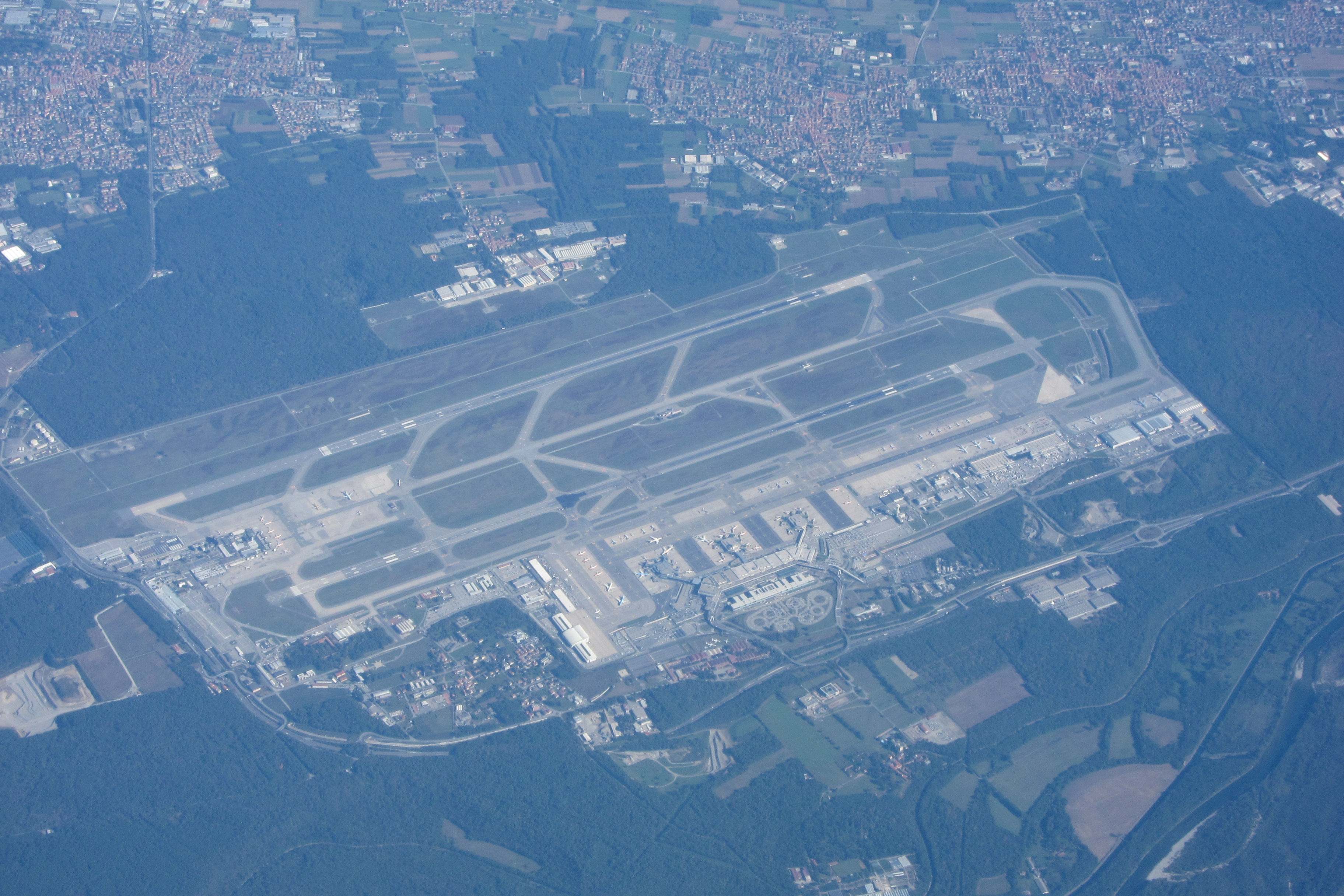
Aeroporto de Milão-Malpensa.

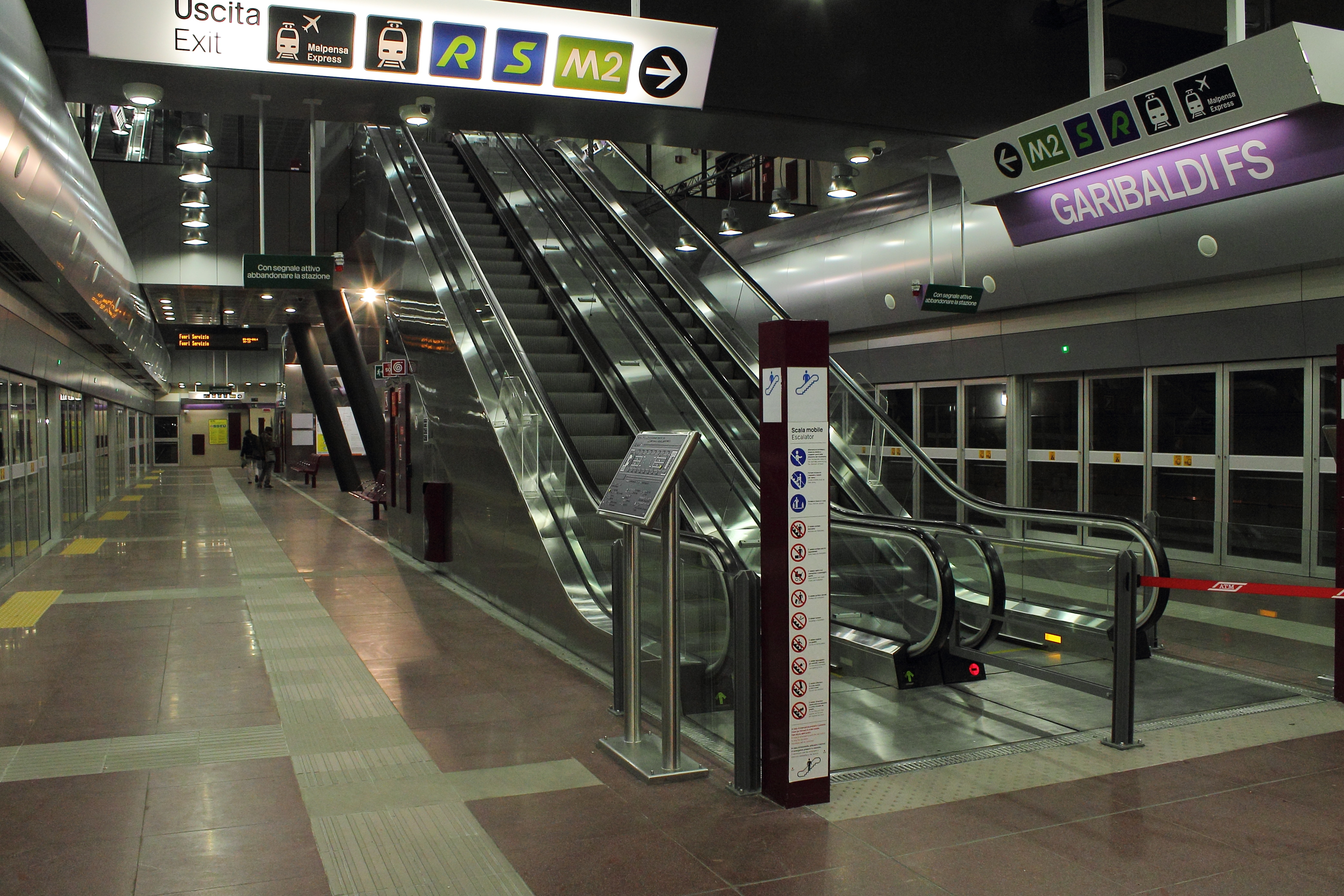
Linha 5 do Metrô de Milão.

Milão é um dos principais polos de transporte do sul da Europa e um dos centros ferroviários mais importantes da Itália. Suas cinco principais estações ferroviárias, como a Estação Central de Milão, estão entre as mais movimentadas do país. Desde o final de 2009, duas linhas de trem de alta velocidade ligam Milão a Roma, Nápoles e Turim, reduzindo consideravelmente os tempos de viagem com outras cidades importantes da Itália.
A Azienda Trasporti Milanesi (ATM) opera dentro da área metropolitana, gerenciando uma rede de transportes públicos que consiste em uma rede de metrô e linhas de bonde e ônibus. No geral, a rede cobre cerca de 1 400 km atingindo 86 municípios. Além do transporte público, o ATM administra estacionamentos e outros serviços de transporte, incluindo sistemas de compartilhamento de bicicletas e compartilhamento de carro.
O metrô de Milão é o sistema de metropolitano que serve a cidade e os municípios vizinhos, que com 4 linhas e um comprimento total de mais de 100 km é um dos maiores da Europa. O serviço ferroviário suburbano de Milão compreende 12 linhas e liga a área metropolitana com o centro da cidade. Comumente referido como "Il Passante", ele tem um trem a cada 6 minutos (e na cidade funciona como uma linha de metrô com transferência total para o Metro de Milão).
A rede de bondes da cidade consiste em aproximadamente 160 km de trilhos e 17 linhas. As linhas de ônibus cobrem mais de 1 070 km. Milão também tem serviços de táxi operados por empresas privadas e licenciados pela Câmara Municipal de Milão. A cidade também é um centro chave para a rede rodoviária nacional, sendo servida por todas as principais rodovias do norte da Itália. Várias linhas de ônibus de longa distância ligam Milão a muitas outras cidades da Lombardia e de toda a Itália.
Milão é atendida por três aeroportos internacionais. Linate, o mais antigo e o único aeroporto situado dentro dos limites da cidade, é usado principalmente para voos internacionais domésticos e de curta distância e serviu 9 milhões de passageiros em 2014. O aeroporto internacional de Malpensa, o segundo aeroporto mais movimentado da Itália (cerca de 19 milhões de passageiros em 2014), fica a 45 km do centro de Milão e é conectado à cidade pelo serviço ferroviário "Malpensa Express". O Aeroporto Bérgamo-Orio al Serio, perto da cidade de Bérgamo, serve o tráfego de baixo custo de Milão (8,8 milhões de passageiros em 2014).

### Educação

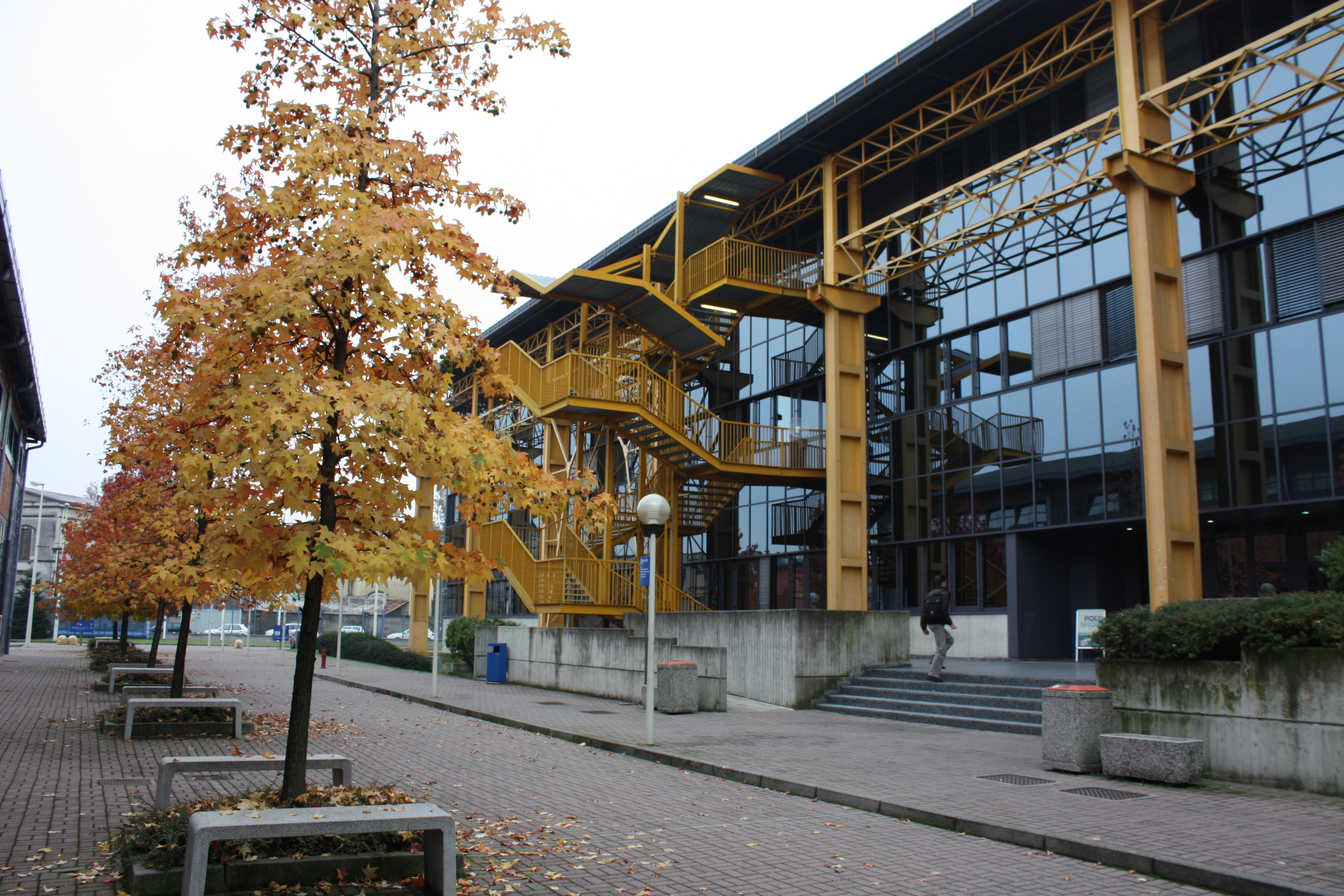
Politecnico di Milano.

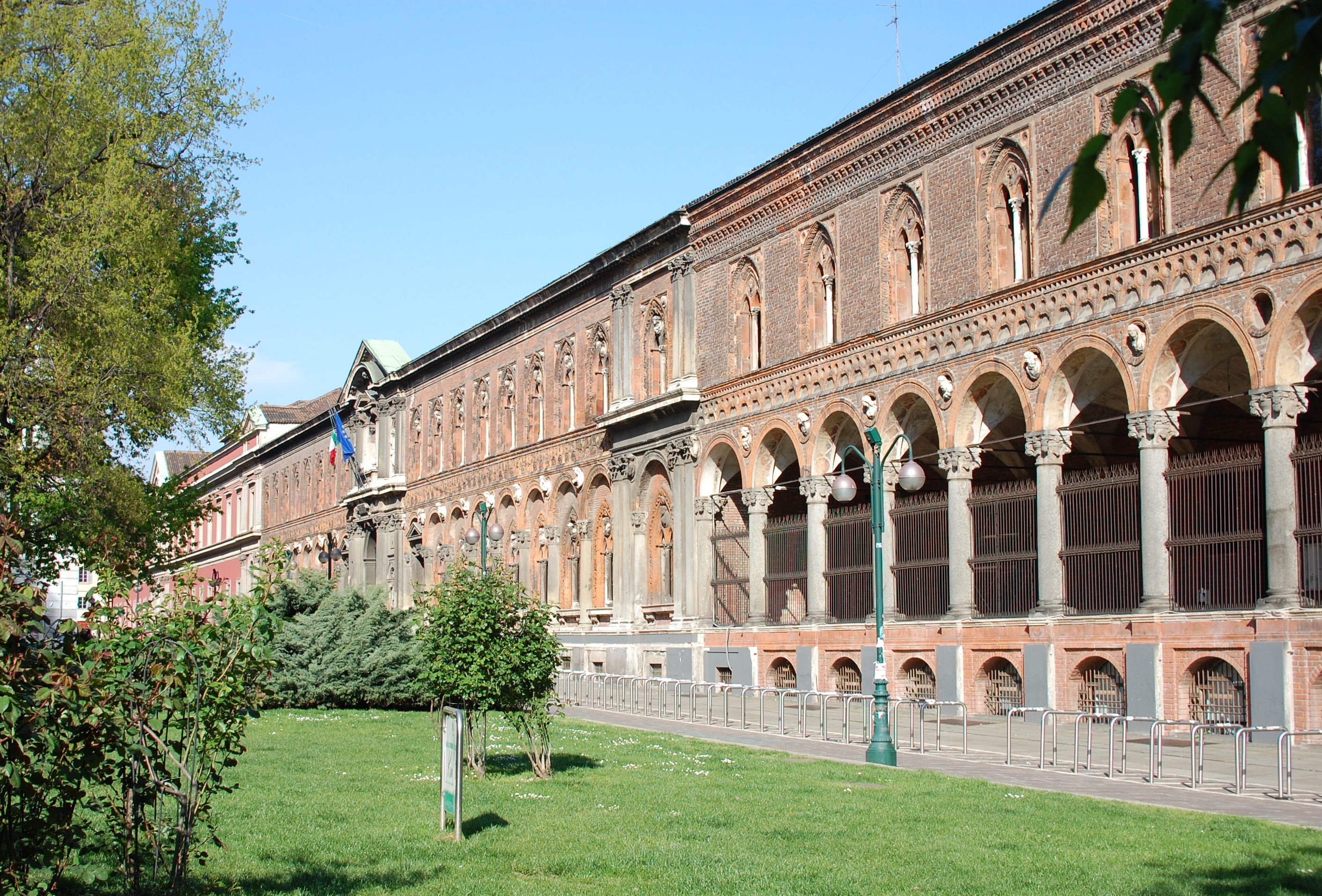
Universidade de Milão.

Milão é o lar de algumas das instituições educacionais mais importantes da Itália. O sistema de ensino superior de Milão inclui 7 universidades, 48 faculdades e 142 departamentos, com 185 mil estudantes universitários em 2011 (aproximadamente 11% do total nacional) e o maior número de graduados universitários e estudantes de pós-graduação (34 000 e mais de 5 000, respectivamente) na Itália.
Fundada em 1863, o Politecnico di Milano é a universidade mais antiga da cidade. O Politecnico está organizado em 16 departamentos e uma rede de 9 escolas de engenharia, arquitetura e design industrial espalhadas por 7 campi na região da Lombardia. O número de estudantes matriculados em todos os campi é de aproximadamente 38 000, o que faz do Politecnico a maior universidade técnica da Itália. A Universidade de Milão, fundada em 1923, é a maior universidade pública de ensino e pesquisa da cidade, com 9 faculdades, 58 departamentos, 48 institutos e um corpo docente de 2 500 professores. Um instituto líder na Itália e na Europa em publicação científica, a Universidade de Milão é a sexta maior universidade da Itália, com aproximadamente 60 mil alunos inscritos.
Outras universidades proeminentes em Milão incluem: a Universidade Católica do Sagrado Coração, um instituto privado fundado em 1921 e localizado na Basílica de Sant'Ambrogio, famoso por seu ensino de direito e economia, atualmente a maior universidade católica do mundo, com 42 mil alunos matriculados; a Universidade Luigi Bocconi, uma escola privada de gestão e finanças estabelecida em 1902, classificada como a sétima melhor escola de negócios na Europa; a Universidade de Milão-Bicocca, uma universidade pública multidisciplinar com mais de 30 mil alunos matriculados; a Universidade IULM de Milão, especializada em tecnologia de marketing, informação e comunicação, turismo e moda; a Universidade Vita Salute San Raffaele, ligada ao hospital de San Raffaele, abriga laboratórios de pesquisa em neurologia, neurocirurgia, diabetologia, biologia molecular, estudos de AIDS e ciências cognitivas.
Milão também é conhecida por suas escolas de música e belas artes. A Academia de Belas Artes de Brera é uma instituição acadêmica pública fundada em 1776 pela Imperatriz Maria Teresa da Áustria; a Nova Academia de Belas Artes é a maior universidade privada de arte e design na Itália; o Instituto Europeu de Design é uma universidade privada especializada em design de moda, industrial e interior, design audiovisual, incluindo fotografia, publicidade e marketing, negócios e comunicação; o Instituto Marangoni, um instituto de moda com campi em Milão, Londres e Paris; a Academia Domus, uma instituição de pós-graduação privada de design, moda, arquitetura, design de interiores e gestão; O Instituto Pontifício Ambrosiano de Música Sacra, uma faculdade de música fundada em 1931 pelo abençoado cardeal A.I. Schuster, arcebispo de Milão, e criado de acordo com as regras da Santa Sé em 1940, é — do mesmo modo que o Instituto Pontifício de Música Sacra em Roma, que está está autorizado a conferir qualificações universitárias com validade canônica; o Conservatório de Milão, uma faculdade de música estabelecida em 1807, atualmente a maior da Itália com mais de 1 700 estudantes e 240 professores de música.

## Cultura

### Arquitetura

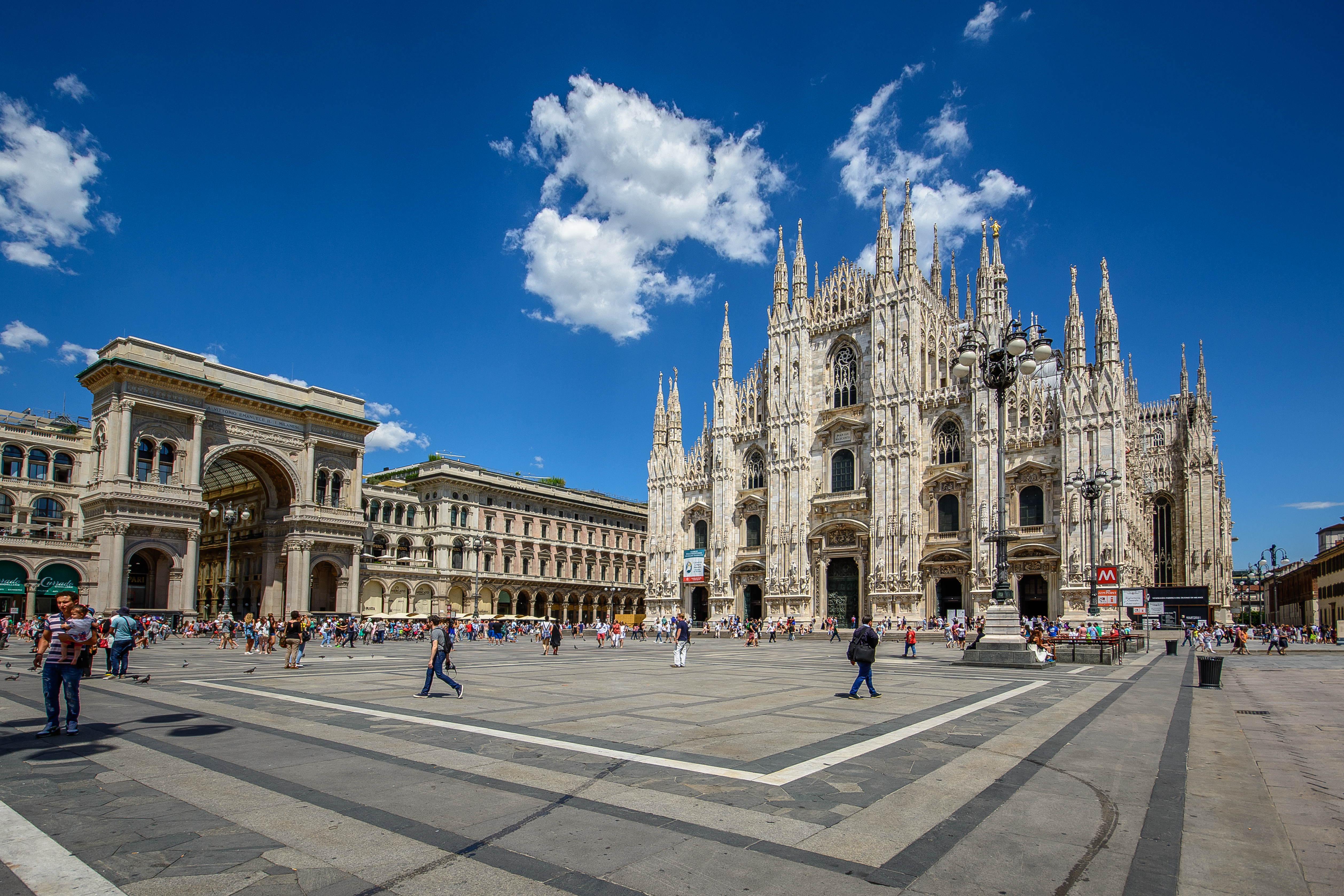
Piazza del Duomo com a Catedral de Milão.

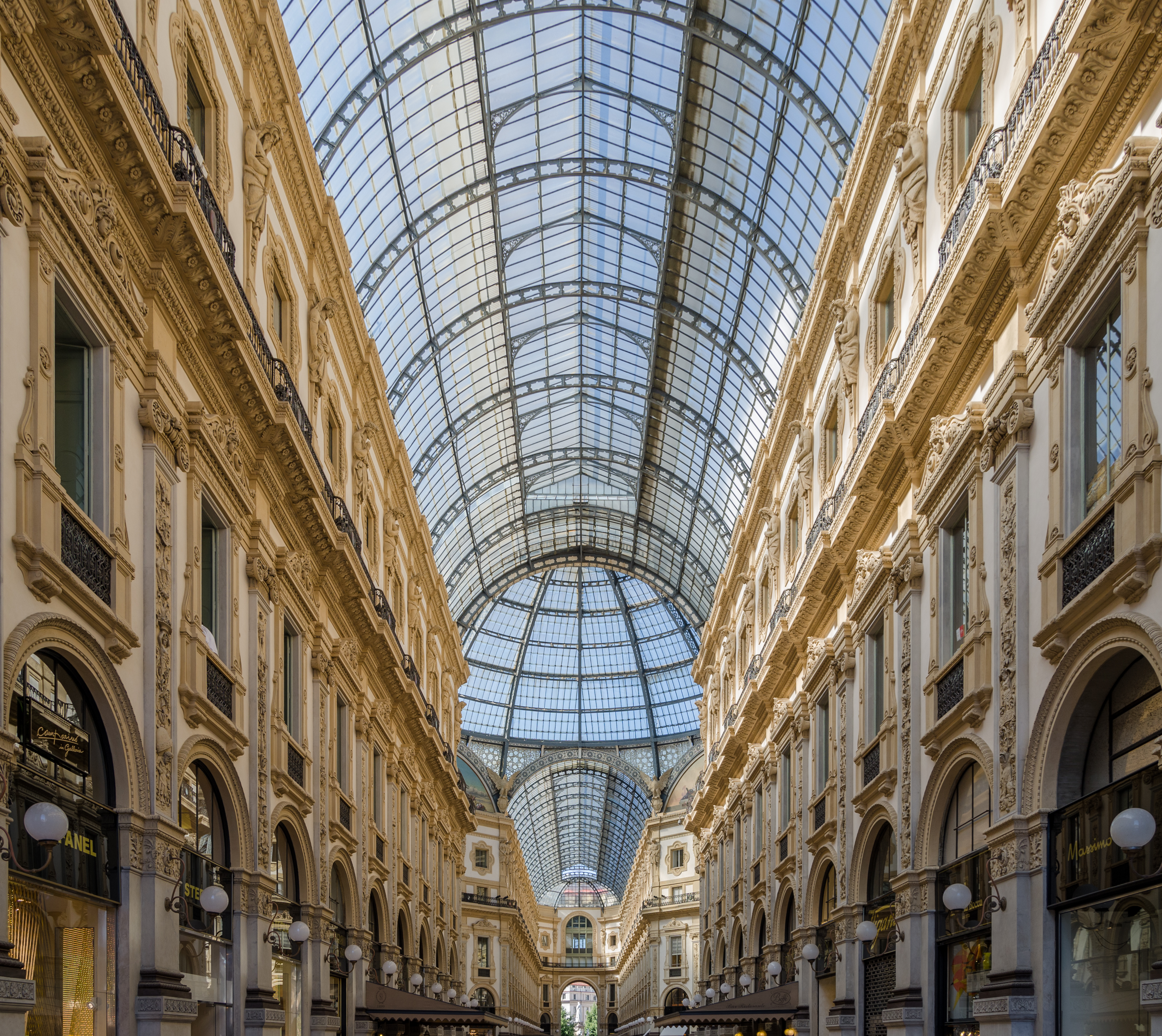
Galeria Vítor Emanuel II.

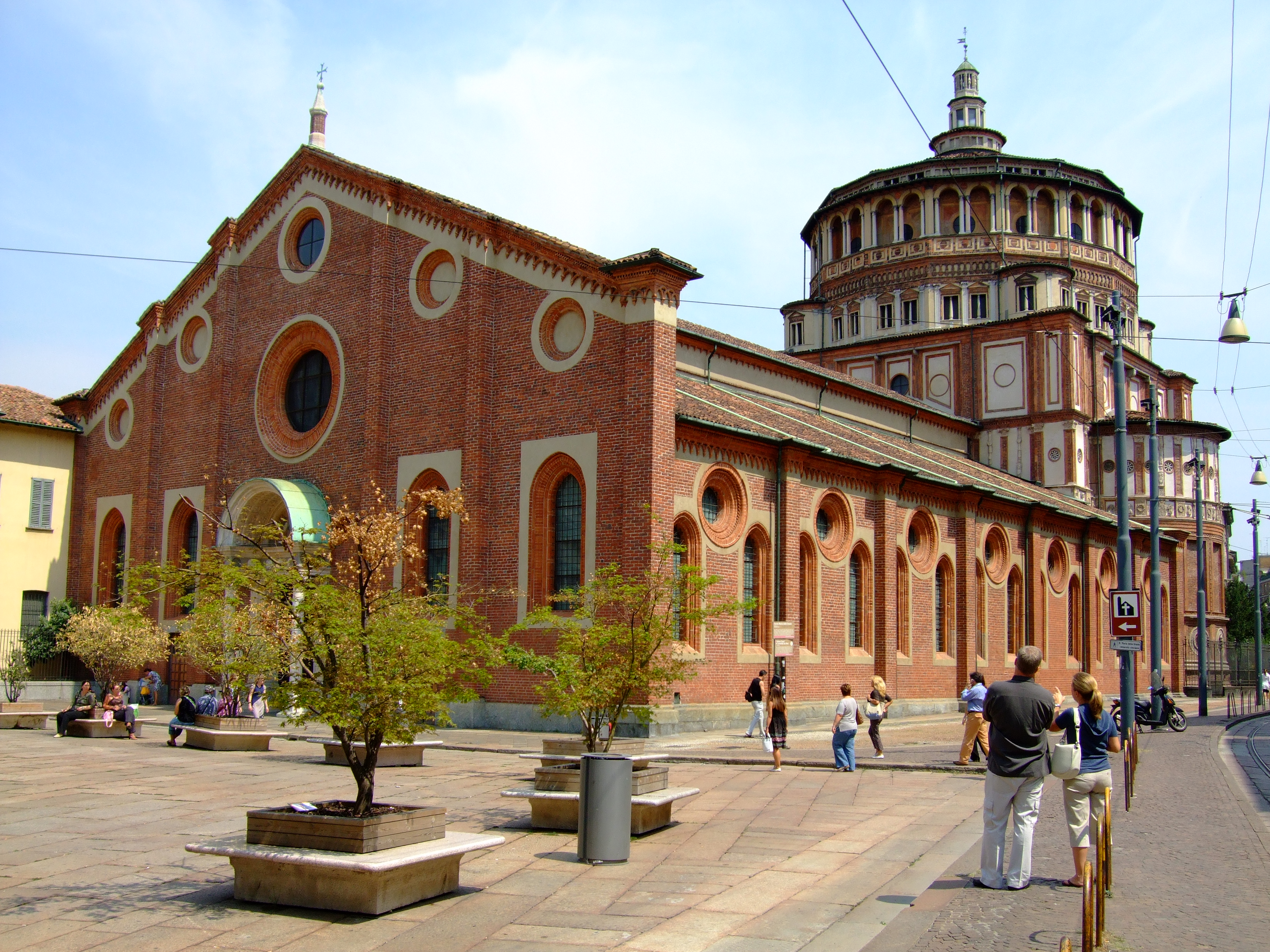
Santa Maria delle Grazie.

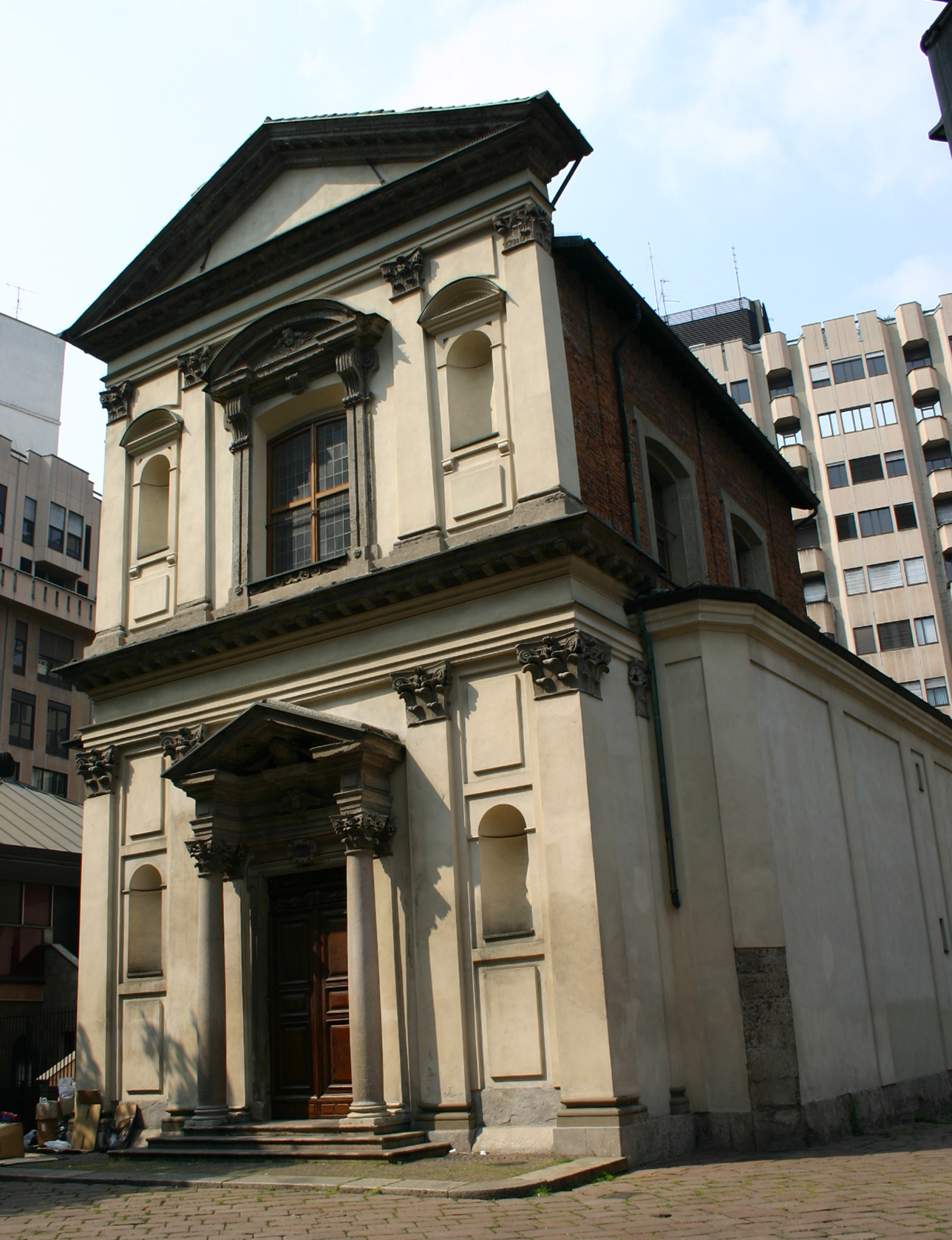
San Vito in Pasquirolo.

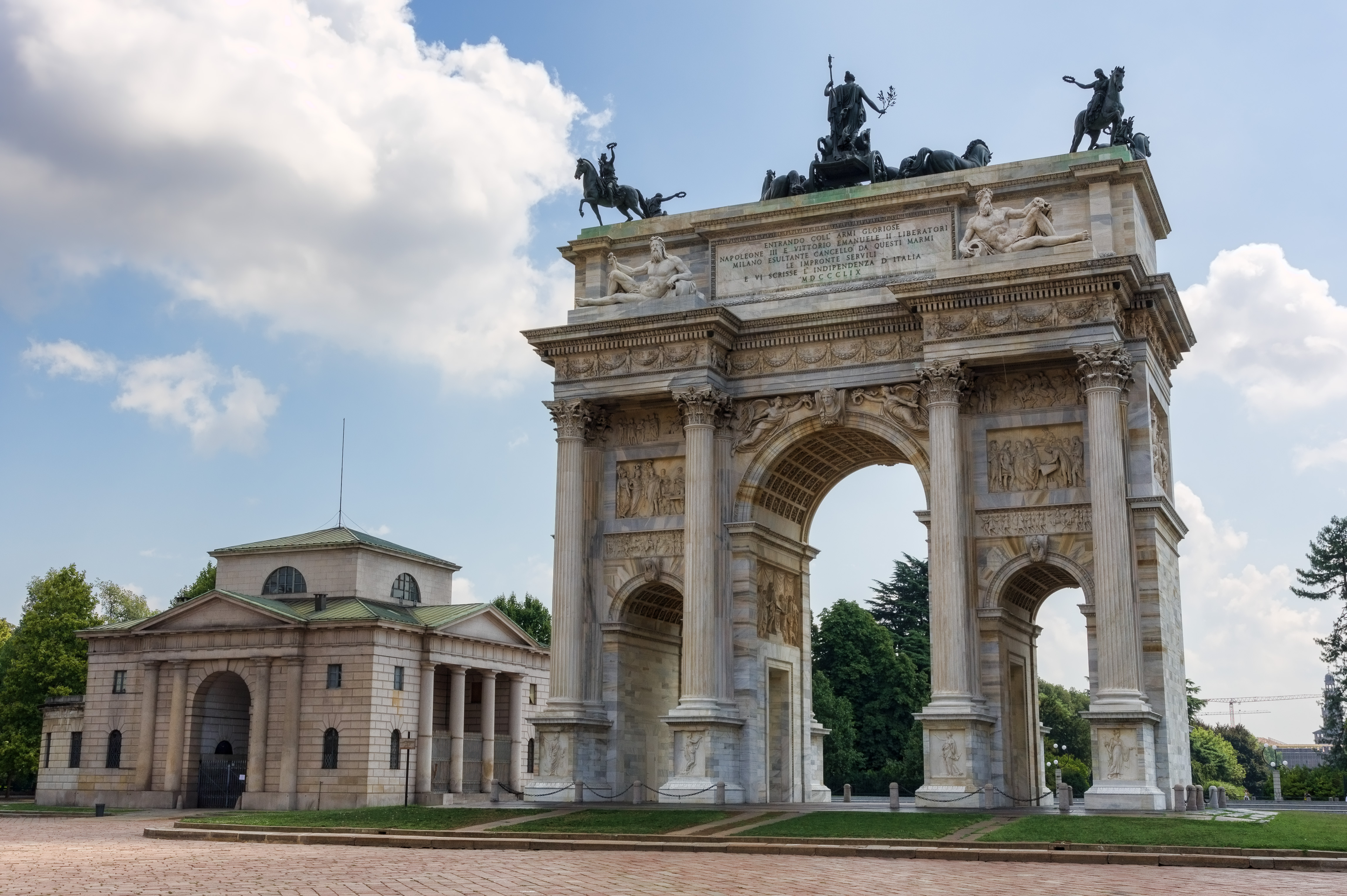
Arco della Pace.

Há poucos vestígios da antiga colônia romana, que mais tarde se tornou a capital do Império Romano do Ocidente. Durante a segunda metade do século IV, Ambrósio, como bispo de Milão, teve uma forte influência sobre a disposição da cidade, redesenhando a cidade e construindo grandes basílicas, às portas da cidade: "Santo Ambrósio", em San Nazaro Brolos, "São Simpliciano" e "Sant'Eustorgio", ainda estão em bom estado, remodelados ao longo dos séculos, como algumas das igrejas mais importantes em Milão. O maior e mais importante exemplo da arquitetura gótica da Itália, a Catedral de Milão, é umas das maiores catedrais do mundo. Construído entre 1386 e 1577, abriga a maior coleção do mundo de estátuas de mármore com a estátua de ouro amplamente visível no topo da torre, apelidado pelo povo de Milão como Madunina (Madonna), tornando-se assim um dos símbolos da cidade.
Durante o domínio da família Sforza, entre os séculos XIV e XV, a fortaleza Visconti foi ampliada e embelezada para se tornar o Castello Sforzesco: a sede de uma corte renascentista elegante rodeada por um parque de caça murado abastecido com jogo capturado em torno do Seprio e lago de Como. Notáveis arquitetos envolvidos no projeto incluíram o fiorentino Filarete, que foi contratado para construir a torre de entrada central elevada, e os militares especializados Bartolomeo Gadio. A aliança política entre Francesco Sforza e Cosme de Médici deu frutos de arquitetura, como a construção de prédios arquitetônicos sob a influência de modelos brunelleschianos da arquitetura renascentista. Os primeiros edifícios notáveis a mostrar essa influência toscana foi um palácio construído para abrigar o Banco Medici (dos quais apenas a entrada principal foi mantida até os dias atuais), e a Capela Portinari, anexa ao San Lorenzo e construída para o primeiro gerente da filial do banco Milão. Filarete também foi o responsável pelo grande hospital público conhecido como o Ospedale Maggiore. Leonardo da Vinci, que estava em Milão a partir de cerca de 1482 até a queda da cidade para o francês em 1499, ficou responsável, em 1487, de projetar um Tiburio, ou passagem para a torre da catedral, embora não tenha sido escolhido para construí-lo. No entanto, o entusiasmo que ele dividia com Filarete para a construção de planeamento central deu origem nesse período a vários desenhos arquitetônicos, que tiveram grande influência na obra de Donato Bramante e outros. Bramante realizou trabalhos na cidade, sendo o mais conhecido Santa Maria presso San Satiro (uma reconstrução de uma igreja do século IX, da bela tribuna luminosa de Santa Maria delle Grazie) e três claustros da Catedral de Santo Ambrósio.[carece de fontes?]
A Contrarreforma foi também o período do Império Espanhol e foi marcado por duas figuras poderosas: Carlos Borromeu e seu primo, o cardeal Frederico Borromeu. Não só eles se impõem como guia moral para o povo de Milão, mas também deram um grande impulso à cultura, com a criação da Biblioteca Ambrosiana, em um prédio projetado por Francesco Maria Ricchino e a vizinha Pinacoteca Ambrosiana. Muitas belas igrejas e casas em estilo barroco foram construídas na cidade durante este período pelos arquitetos, Pellegrino Tibaldi, Galeazzo Alessi e Ricchino. Maria Teresa da Áustria foi a responsável pela renovação significativa realizada em Milão, durante o século XVIII. Ela promoveu profundas reformas sociais e civis, bem como a construção de muitos dos edifícios que ainda hoje constituem o orgulho da cidade, como o Teatro alla Scala, inaugurado no dia 3 de agosto de 1778 e hoje uma das casas de ópera do mundo mais famosas. O anexo Museo Teatrale alla Scala contém uma coleção de pinturas, rascunhos, estátuas, trajes, e outros documentos sobre a história da ópera e do La Scala. La Scala também abriga a Escola de Bailado do Teatro alla Scala. A cultura austríaca soberana também promoveu, em Milão, através de projetos como a transformação do antigo Colégio dos Jesuítas, no bairro de Brera, em um centro científico e cultural com uma biblioteca, um observatório astronômico e os jardins botânicos, em que a Galeria de Arte da Academia de Belas Artes estão hoje, situados lado a lado.[carece de fontes?]
Milão também foi bastante afetada pelo movimento neoclássico no final dos século XVII e início do século XIX, transformando seu estilo arquitetônico. A estadia de Napoleão Bonaparte na cidade, no início dos anos 1800, produziu vários edifícios neoclássicos e palácios, incluindo a Villa Reale, ou muitas vezes chamado de Villa del Belgiojoso (não relacionados com o Begiojoso Palazzo). Ele está situado na Via Palestro, perto do Giardini Pubblici e foi construído por Leopoldo Pollak em 1790. Abrigou a família Bonaparte, principalmente Josefina Bonaparte, mas também de vários outros, como o conde Josef Wenzel Radetzky von Radetz e Eugênio de Beauharnais. É frequentemente considerado como um dos melhores tipos de arquitetura neoclássica em Milão e na Lombardia, e está rodeado por um jardim de paisagem inglesa. Hoje, abriga a Galleria d'Arte Contemporanea (em português: Galeria de Arte Contemporânea), e é ricamente decorado em seu interior ornamentado com colunas clássicas, vastos salões, estátuas de mármore e lustres de cristal. O Belgiojoso Palazzo também foi uma grande residência napoleônica e um dos melhores exemplos da arquitetura neoclássica milanesa. Há também vários outros importantes monumentos neoclássicos da cidade, como o Arco della Pace (em português: "'Arco da Paz", às vezes chamado de Sempione Arco) e está situado na Piazza Sempione no final do Parco Sempione. É muitas vezes comparado a uma versão em miniatura do Arco do Triunfo em Paris. O trabalho sobre o arco começou em 1806 sob Napoleão Bonaparte e foi desenhado por Luigi Cagnola.[carece de fontes?]

### Arte figurativa

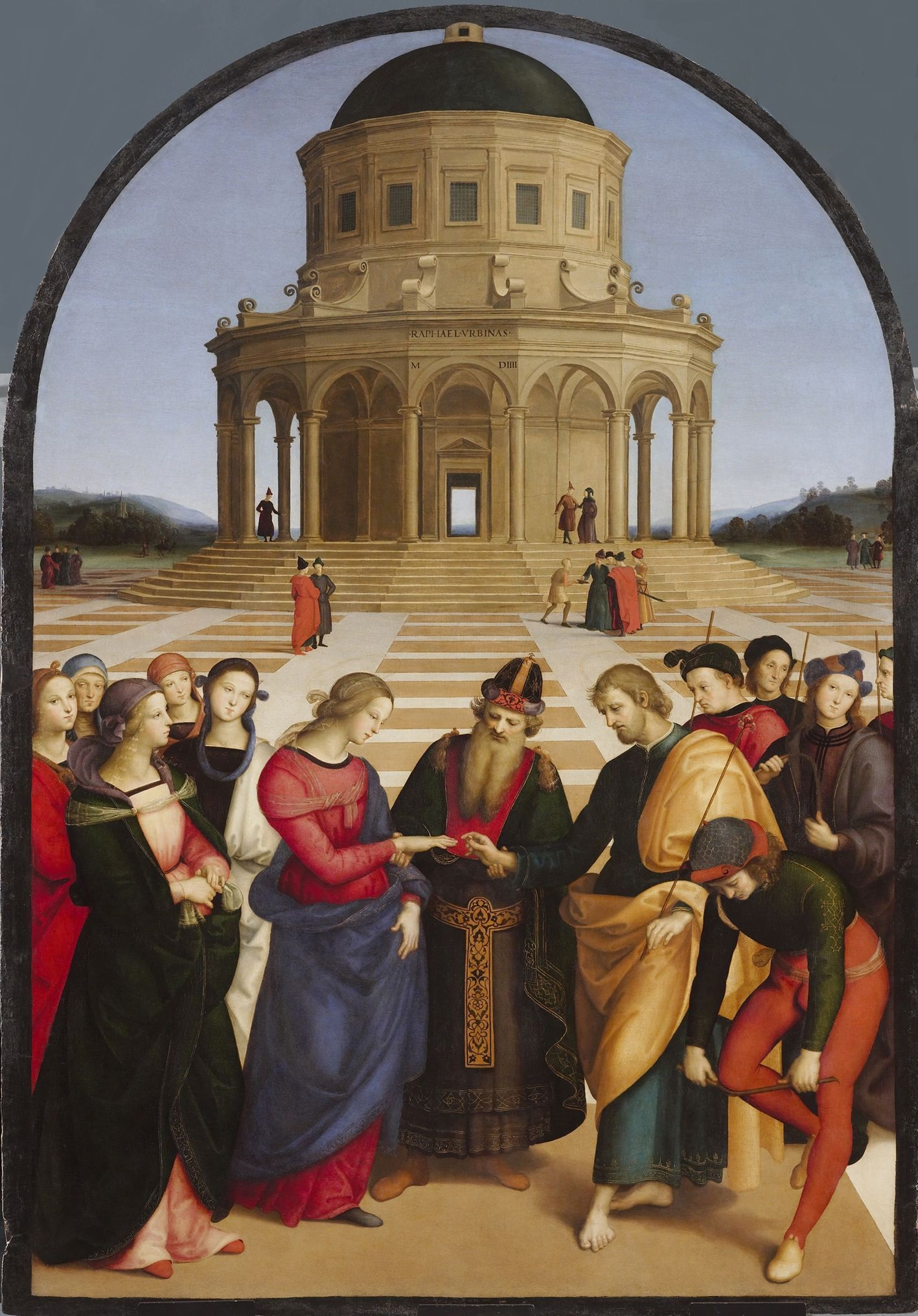
O Casamento da Virgem Maria por Rafael, Pinacoteca di Brera.

Milão foi um grande centro artístico ao longo dos séculos. Vários institutos de arte, academias e galerias (como a Pinacoteca de Brera e a Biblioteca Ambrosiana) existem na cidade. A arte de Milão floresceu na Idade Média, e com a Casa de Visconti a ser grandes patronos das artes, a cidade se tornou um importante centro de arte gótica e Arquitetura (sendo a Catedral de Milão o trabalho mais formidável da cidade de arquitetura gótica). Além disso, a família Sforza, entre os século XIV e século XV, foi outro período em que floresceu a arte e a arquitetura. O Castelo Sforza tornou-se sede de uma corte renascentista elegante, enquanto grandes obras, como o Ospedale Maggiore, o hospital público projetado por Filarete foram construídos, e os artistas do calibre de Leonardo da Vinci vieram para trabalhar em Milão, deixando obras de valor inestimável, como o afresco da Última Ceia e o Codex Atlanticus. Bramante também chegou a Milão para trabalhar na construção de algumas das mais belas igrejas da cidade, em Santa Maria delle Grazie a bela tribuna luminada foi feita por Bramante, como a igreja de Santa Maria presso San Satiro.[carece de fontes?]
A cidade foi afetada pela Barroco nos séculos XVII e XVIII, e apresentou muitos grandes artistas, arquitetos e pintores desse período, como Caravaggio. A obra-prima barroca de Caravaggio "Canestra di frutta" está em Milão, na Biblioteca Ambrosiana e sua "Ceia de Emaús" se encontra na Brera. Milão se tornou um grande centro artístico europeu durante o período romântico, quando o romantismo milanês foi influenciado pelos austríacos, que governavam Milão no momento. Provavelmente a mais notável de todas as obras de arte romântica realizada em Milão, é "O beijo", de Francesco Hayez, que se encontra em Pinacoteca de Brera.[carece de fontes?]
Milão e toda a Itália, foi mais tarde, no século XX, influenciada pelo futurismo. Filippo Marinetti, fundador do futurismo italiano, escreveu em seu "Manifesto Futurista" (em italiano, Manifesto del futurismo) de 1909, que Milão foi " Grande … tradizionale e futurista" ("grande … tradicional e futurística", em português). Umberto Boccioni foi também um artista futurista importante da cidade. Hoje, Milão é um importante sede internacional de arte moderna e contemporânea, com inúmeras exposições modernas.[carece de fontes?]

### Literatura

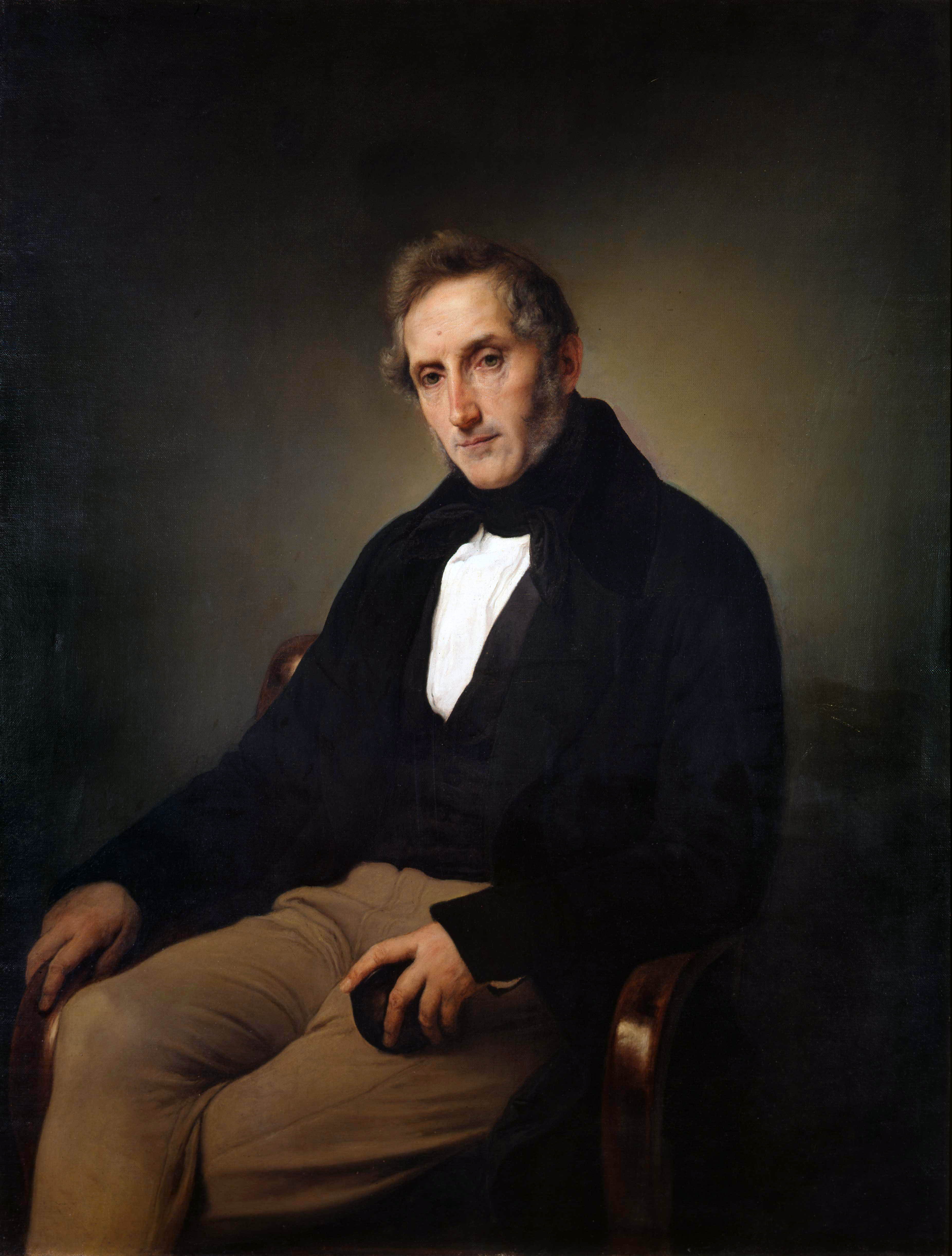
Alessandro Manzoni, por Francesco Hayez (Pinacoteca di Brera).

No final do século XVIII, e durante todo o século XIX, Milão foi um importante centro de discussão intelectual e criatividade literária. O iluminismo encontrou aqui um terreno fértil. Cesare Beccaria, com sua famosa Dei delitti e delle pene, Pietro Verri, com o jornal Il Caffè eram capazes de exercer uma influência considerável sobre cultura na nova classe média, graças também a uma mente aberta da administração austríaca. Nos primeiros anos do século XIX, os ideais do romantismo impactaram a vida cultural da cidade e seus principais escritores debateram a poesia do Clássico contra a poesia do romantismo. Aqui, também, Giuseppe Parini e Ugo Foscolo publicaram suas obras mais importantes, e foram considerados por jovens poetas como mestres da ética, bem como da habilidade literária. O poema Dei sepolcri de Foscolo foi inspirado por uma lei napoleônica que contra a vontade de muitos de seus habitantes, foi sendo estendida para a cidade.[carece de fontes?]
Na terceira década do século XIX, Alessandro Manzoni escreveu seu romance Os noivos (I Promessi Sposi), considerado o manifesto do romantismo italiano, que encontrou em seu centro Milão. A revista Il conciliatore publicou artigos de Silvio Pellico, Giovanni Berchet, Ludovico di Breme, que eram todos românticos na poesia e patrióticos na política.[carece de fontes?]
Após o Unificação da Itália em 1861, Milão perdeu sua importância política, apesar disso, manteve uma espécie de posição central nos debates culturais. Novas ideias e movimentos de outros países da Europa foram aceitos e discutidos. Assim, realismo e naturalismo deram à luz um movimento italiano, conhecido como verismo. O maior verista romancista, Giovanni Verga, nasceu na Sicília, mas escreveu seus livros mais importantes em Milão.[carece de fontes?]

### Música e artes

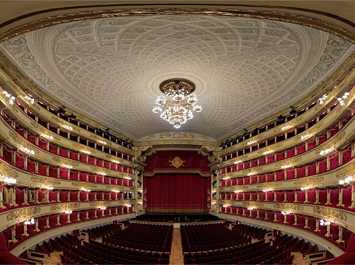
O interior do prestigiado teatro La Scala

Milão é o mais importante centro das artes do espectáculo do país e um dos maiores do mundo, principalmente Ópera. O teatro La Scala de Milão é considerado um dos teatros de ópera de maior prestígio no mundo, e ao longo da história tem acolhido as estreias de várias óperas, tais como Nabucco de Giuseppe Verdi em 1842, La Gioconda por Amilcare Ponchielli, Madama Butterfly por Giacomo Puccini em 1904, Turandot por Giacomo Puccini em 1926 e, mais recentementeTeneke, de Fabio Vacchi em 2007, para citar apenas algumas.[carece de fontes?]
Outros principais teatros de Milão incluem o Teatro degli Arcimboldi, Teatro Dal Verme, Teatro Lirico (Milão) e o Teatro Regio Ducal. A cidade também tem uma renomada orquestra sinfônica e um conservatório musical, e tem sido, ao longo da história, um importante centro para a composição musical. Vários compositores e músicos famosos, como Gioseppe Caimo, Simon Boyleau, Hoste da Reggio, Verdi, Giulio Gatti-Casazza, Paolo Cherici e Alice Edun são ou foram de Milão, ou chamaram de Milão a sua casa. A cidade também formou muitos conjuntos modernos e bandas, como o Dynamis Ensemble, Stormy Six e o Camerata Mediolanense.[carece de fontes?]

### Design, moda e cinema

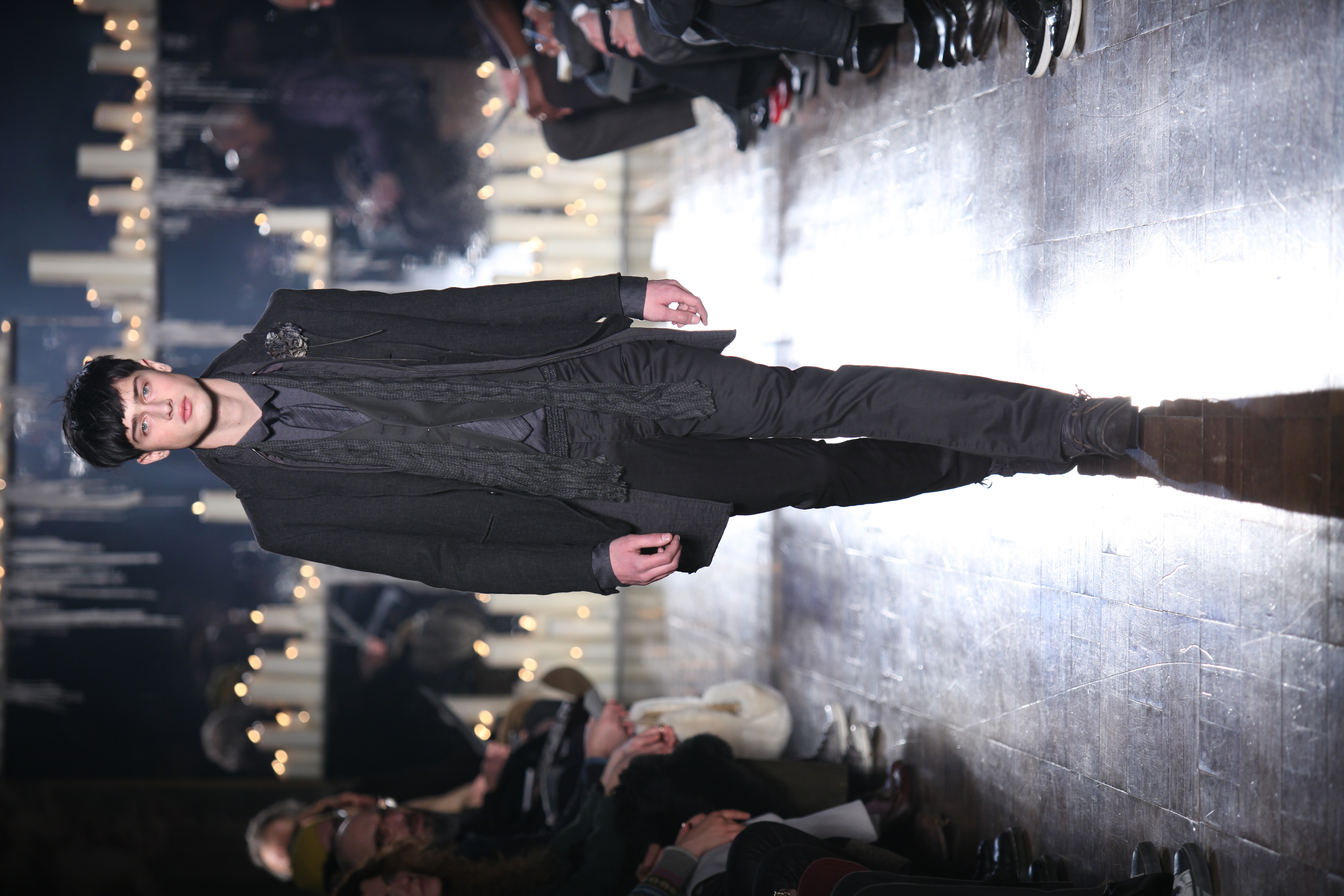
Semana da Moda de Milão.

Milão é uma das capitais internacionais de design moderno e industrial, e é considerada uma das cidades mais influentes do mundo nesta área. A cidade é particularmente bem conhecida por seu mobiliário antigo e moderno de alta qualidade e bens industriais. Milão organiza a FieraMilano, a maior da Europa, e um dos mais conceituados design mobiliário do mundo. Milão acolhe também os mais conceituados eventos relacionados a arquitetura e design, tais como o "Fuori Salone" e o "Salone del Mobile". Na década de 1950 e 60, sendo o principal centro industrial de Itália e uma das cidades mais progressistas e dinâmicas da Europa continental, Milão tornou-se, juntamente com Turim, capital italiana de design e arquitetura no pós-guerra. Arranha-céus, como o Pirellone e a Torre Velasca foram construídas, e arquitetos como Bruno Munari, Lucio Fontana, Enrico Castellani e Piero Manzoni, para citar alguns, viviam ou trabalhavam na cidade.[carece de fontes?]
Milão é considerada uma das capitais da moda do mundo, junto com Nova Iorque, Paris, Roma, Londres, São Paulo. A maioria das grandes marcas italianas de moda, tais como Fiorucci, Gucci, Versace, Prada, Armani e Dolce & Gabbana, atualmente com sede na cidade. Numerosas marcas de moda internacionais também operam lojas em Milão, incluindo a Abercrombie & Fitch uma emblemática loja que se tornou uma atração principal ao consumidor. A cidade é sede do grupo Luxottica, que controla marcas como Ray-Ban, Persol e Oakley. Milão acolhe também uma semana de moda duas vezes por ano, assim como outros centros internacionais, como Paris, Londres, Tóquio e Nova Iorque. O principal bairro da moda de Milão é a principal upscale "Quadrilatero della moda" (literalmente, "quadrilátero da moda"), onde as ruas comerciais da cidade de maior prestígio (Via Montenapoleone, Via della Spiga, Via Sant'Andrea, Via Manzoni e Corso Venezia) estão ali. A Galleria Vittorio Emanuele II, a Piazza del Duomo, Via Dante e Corso Buenos Aires são outras ruas e praças comerciais importantes. Mario Prada, fundador da Prada nasceu em Milão, ajudando a cidade a cultivar a sua posição como capital da moda mundial.[carece de fontes?]
Vários filmes (especialmente italianos) também foram gravados em Milão, incluindo Calmi Cuori Appassionati, The International, The Other Man, La mala ordina, Milano calibro 9, Milagre em Milão, La notte e Rocco e Seus Irmãos.[carece de fontes?]

### Gastronomia

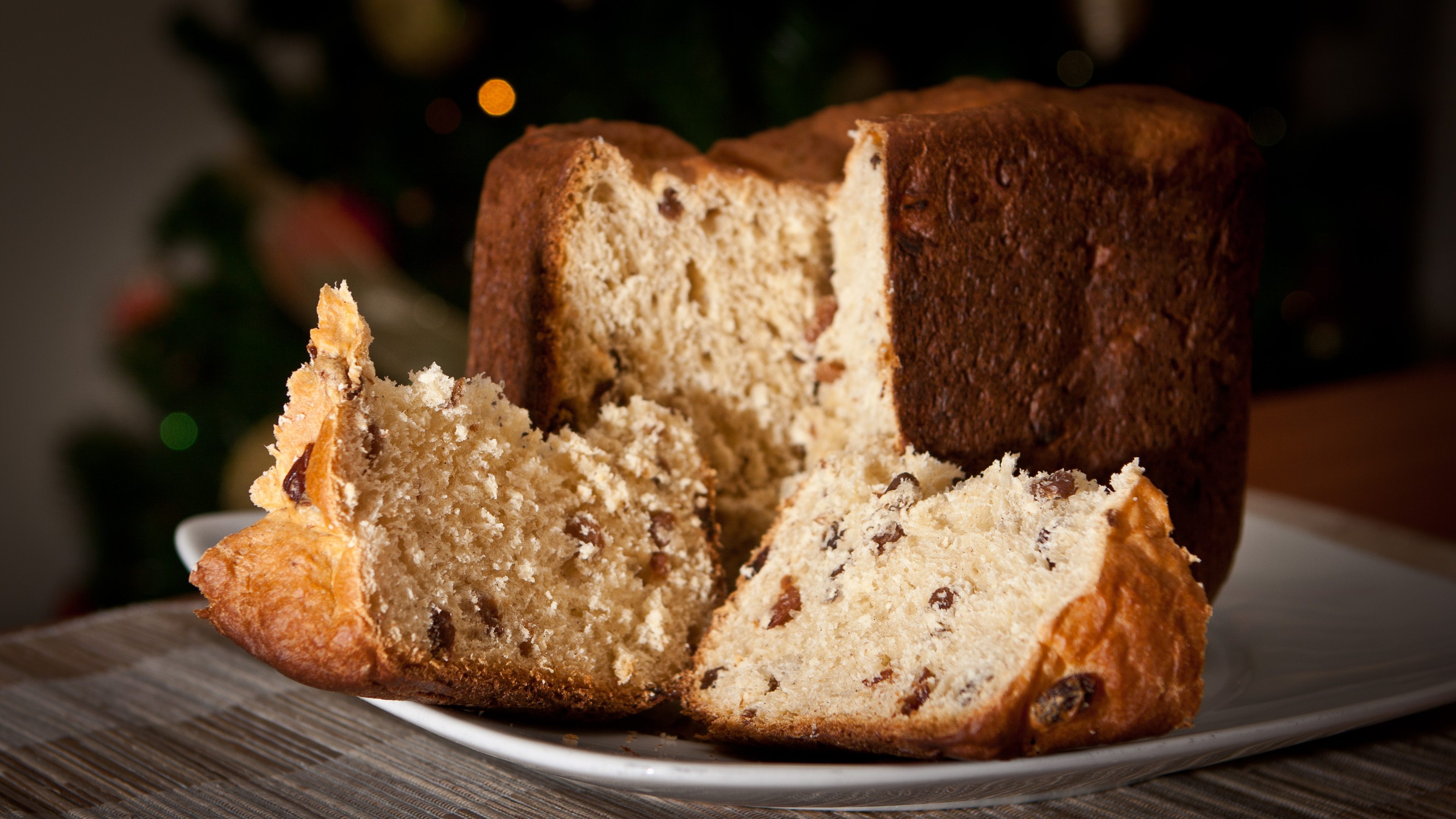
Panetone, tradicional no Natal.

Como a maioria das cidades da Itália, Milão e sua área adjacente tem sua própria culinária regional, que, como é típico das cozinhas lombardas, utiliza com mais freqüência arroz do que massa, e quase não há tomate. A cozinha milanesa inclui a "cotoletta alla milanese", um bovino à milanesa (carne de porco e de peru pode ser usada) chuleta frita na manteiga (que alguns afirmam ser de origem austríaca, que é semelhante à vienense "Wienerschnitzel", enquanto outros afirmam que a " Wienerschnitzel" é derivada da "cotoletta alla milanese"). Outros pratos típicos são cassoeula (costela de porco e linguiça com Couve), Ossobuco (pernil bovino cozido com um molho chamadoGremolata), risotto alla milanese (com açafrão e carne de medula), busecca (dobradinha com feijão), e Brasato (carne bovina ou de porco estufado com vinho e batatas). Comidas de temporadas relacionadas com pastelaria incluem chiacchiere (fritos e polvilhado com açúcar) e tortelli (bolinhos fritos esféricos) de carnaval, colomba (bolo em forma de pomba) para Páscoa,pane dei morti ("pão do dia dos mortos", biscoitos aromatizados com canela) para o Dia de Finados e o panetone para o Natal. O salame milano, um salame com um grão muito fino, é difundido em toda a Itália. O queijo milanês mais conhecido é o gorgonzola da cidade homônima nas proximidades, embora hoje os principais produtores de gorgonzola operam no Piemonte.[carece de fontes?]
Em adição a uma cozinha única, Milão tem váriosrestaurante s e cafés renomados pelo mundo. A maioria dos restaurantes mais finos e de alta-classe são encontradas no centro histórico, enquanto os mais populares e tradicionais estão localizados principalmente nos distritos de Brera e Navigli. Hoje, há também um restaurante Nobu japonês em Milão, que está localizado no Armani World em Via Manzoni e é considerado como sendo um dos mais elegantes restaurantes da cidade. Um dos cafés ou pasticcerie mais chiques da cidade é o Cova Caffé, um café milanês antigo fundada em 1817 perto do Teatro alla Scala, que também abriu franquias em Hong Kong. O Caffè Biffi e o Zucca no Galleria são também famosos e históricos caffè, que estão situados em Milão. Outros restaurantes de Milão incluem o Hotel Four Seasons restaurante, "La Briciola", o Marino alla Scala e o Chandelier. Hoje, há também um restaurante fast-food da McDonald's na Galleria Vittorio Emanuele II, e alguns novos boutique cafés, como o Just Cavalli Café em Via della Spiga, de propriedade da marca de artigos de moda de luxo Roberto Cavalli.[carece de fontes?]

### Esportes

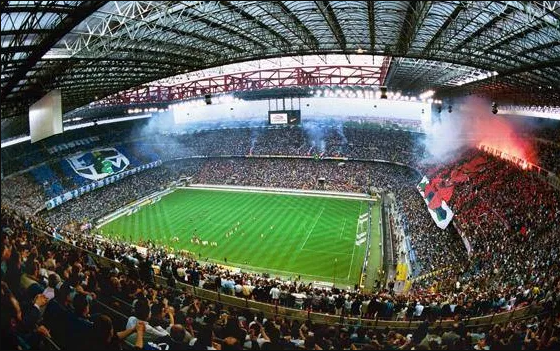
Estádio Giuseppe Meazza, um dos maiores da Europa.

Milão recebeu a Copa do Mundo da FIFA em 1934 e 1990, o Campeonato Europeu de Futebol de 1980 e, mais recentemente, o Campeonato Mundial de Remo de 2003, o Campeonato Mundial de Boxe Amador de 2009 e alguns jogos do Campeonato Mundial de Voleibol Masculino de 2010 e os jogos finais da Campeonato Mundial de Voleibol Feminino de 2014.
Milão é uma das duas cidades da Europa que abriga duas equipes vencedoras da Copa da Europa/Liga dos Campeões da UEFA: o Milan e a Inter, do Campeonato Italiano de Futebol. Ambos os times também ganharam a Copa Intercontinental (agora Copa do Mundo de Clubes da FIFA). Com um total de dez títulos da Liga dos Campeões, Milão é a segunda cidade depois de Madrid que ganhou o maior número de Copas da Europa. São os clubes mais bem sucedidos do mundo do futebol em termos de troféus internacionais. Ambas as equipes jogam no Estádio Giuseppe Meazza, classificado de 5 estrelas pela UEFA, mais conhecido como San Siro, que é um dos maiores estádios da Europa, com capacidade para mais de 80 000 pessoas. O Estádio Meazza recebeu a Final da Liga dos Campeões da UEFA de 2015–16, em que o Real Madrid venceu o Atlético de Madrid por 5–3. Uma terceira equipe, Brera Calcio F.C. joga na Segunda Divisão.
Atualmente, existem quatro clubes profissionais Lega Basket em Milão: Olimpia Milão, Pallacanestro Milano 1958, Società Canottieri Milano e A.S.S..I. Milão. O Olimpia é o clube de basquete com mais títulos na Itália, tendo ganho 27 campeonatos da Liga Italiana, 6 Copas Nacionais Italianas, 1 Super Copa Italiana, 3 Euroligas, 1 Campeonato Mundial Interclubes de Basquete, 3 Copas Saporta, 2 Copas Korać e muitos títulos juniores. A equipe joga no Mediolanum Forum, com uma capacidade de 12 700 onde foi hospedado o final da 2013/20 Euroliga. Em alguns casos, o time também joga no PalaDesio, com uma capacidade de 6 700.